# Fronte orientale (1941-1945)
Il fronte orientale (indicato nella storiografia russo-sovietica come grande guerra patriottica, in russo Великая Отечественная война?, Velikaja Otečestvennaja vojna) rappresentò il più importante teatro bellico della seconda guerra mondiale, nonché uno scenario fondamentale che decise, negli anni tra il 1941 e il 1945, il conflitto in Europa. Le operazioni condotte su questo fronte videro contrapposte da una parte le forze armate della Germania nazista e dei suoi alleati e dall'altro quelle dell'Armata Rossa dell'Unione Sovietica, sostenuta più avanti nel conflitto da nazioni che abbandonarono la loro alleanza con i tedeschi nonché dalle forze insurrezionali di Polonia e Jugoslavia.
Il fronte si aprì il 22 giugno 1941 con l'invasione dell'Unione Sovietica da parte della Wehrmacht tedesca, che inizialmente travolse le forze armate sovietiche spingendole, dopo aver subito enormi perdite, a battere in ritirata fino alle porte di Mosca. Sotto la direzione del leader sovietico Iosif Stalin ed anche grazie ad un massiccio supporto logistico di stati alleati, USA, Canada e Gran Bretagna che fornirono mezzi, armi, cibo, carburante ed altri beni, l'Unione Sovietica riuscì lentamente a riorganizzare e potenziare le sue forze e l'Armata Rossa, dopo la grande vittoria nella battaglia di Stalingrado terminata il 2 febbraio 1943, sferrò una continua serie di offensive che, pur a costo di forti perdite, riuscirono a indebolire gradualmente l'esercito tedesco e a liberare i territori invasi. Nel 1944-1945 infine le truppe sovietiche avanzarono inarrestabili in Europa orientale e in Germania, concludendo vittoriosamente la guerra entrando a Berlino e Vienna. Al termine del conflitto, l'Unione Sovietica si elevò al rango di superpotenza, sia industriale sia militare, con l'occupazione de facto dell'Europa orientale, dei Paesi Baltici e la spartizione dell'Europa prefigurata alla conferenza di Jalta nel febbraio 1945.
La locuzione "grande guerra patriottica" è utilizzata in Russia e in alcuni altri Stati dell'ex Unione Sovietica per descrivere la resistenza all'invasione nazista. Tale espressione fu scelta per evocare la "guerra patriottica" combattuta dall'Impero russo contro Napoleone Bonaparte nel 1812 e meglio conosciuta come "campagna di Russia".

## Premesse
Il conflitto tra Germania nazista e Unione Sovietica sembrò inevitabile fin dall'ascesa al potere di Adolf Hitler nel 1933, il quale presentò al mondo sé stesso e il suo partito politico come l'unico baluardo al diffondersi del comunismo internazionale. Già nel Mein Kampf Hitler espresse la sua ossessione contro il «bolscevismo giudaico», esplicando la rivalità ideologica tra nazionalsocialismo e comunismo sovietico e, quindi, tra i due Stati «naturali antagonisti» sia a livello politico che economico.
La politica di potenza tedesca e la dottrina nazista consideravano il dominio sull'Europa centrale e orientale un elemento essenziale alla rinascita nazionale, e in questo contesto l'indicazione più preziosa proviene proprio dai testi hitleriani (il già citato Mein Kampf e il cosiddetto Secondo libro del 1928), nei quali si profila un espansionismo della Germania, la quale avrebbe temporaneamente rinunciato al colonialismo tradizionale per concentrarsi sul continente europeo e precisamente nell'area orientale. Fin dagli inizi quindi, la «Russia bolscevica» divenne l'obiettivo finale del nuovo Drang nach Osten nazista, nel quale le popolazioni e gli Stati dell'Europa centro-orientale erano destinati a subire profonde trasformazioni sia a livello di autonomia dei popoli, sia sotto l'aspetto politico, con gli Stati dell'area di fatto relegati a satelliti e subalterni della Germania.
L'annessione dell'Austria e l'occupazione della Cecoslovacchia anticiparono uno dei postulati dell'espansionismo nazista, ossia la riunificazione nel Reich delle comunità tedesche europee che, per ragioni storiche o politiche, si trovavano fuori dai confini della Germania. Queste stesse operazioni furono utilizzate anche come copertura per nascondere il vero obiettivo di espansionismo verso est. Difatti, con l'invasione della Polonia divenne ormai evidente che i nazisti non puntavano solo a ricongiungere le comunità di lingua tedesca. Con l'occupazione dello Stato polacco presero invece concretamente corpo i progetti di ristrutturazione politica, amministrativa e razziale delle aree occupate, e parallelamente iniziarono le prime operazioni di genocidio, destinate a facilitare gli scambi e i riclassamenti di popolazioni che rientravano nei progetti a lungo termine di purificazione razziale del Reich e dell'area europea sotto la sua egemonia.
Oltre alla persecuzione degli ebrei, già discriminati in Germania con le Leggi di Norimberga del 1935 e con l'inasprimento della Judenpolitik a seguito della Notte dei cristalli nel novembre 1938, l'opera di «ristrutturazione politico-etnico-razziale» prese avvio appena conclusa la vittoria sulla Polonia con la costituzione del Commissariato del Reich per il consolidamento della razza germanica (Reichskommissariat für die Festigung des deutschen Volkstums), al cui vertice si nominò il Reichsführer delle SS Heinrich Himmler. Il nuovo compito conferito a Himmler prevedeva la riunificazione dei cittadini tedeschi nel Reich; l'eliminazione delle parti di popolazioni ritenute pericolose ed estranee alla razza tedesca; la creazione di aree di colonizzazione tedesca.
Ciò evidentemente andava ben oltre la politica antisemita, poiché si prevedevano elevati gradi di discrezionalità nel trattamento delle popolazioni considerate «pericolose» e si autorizzava l'avvio di spostamenti di massa di popolazioni autoctone per fare posto ai coloni tedeschi. In questo contesto la Polonia rappresentò una prova di pratiche che sarebbero dovute diventare di carattere generale, ossia la dissoluzione delle varie identità nazionali, la privazione di una coscienza e di una cultura nazionali e un'occupazione basata su pregiudizi razziali in un'ideale gerarchia delle razze, con lo scopo di schiavizzare, distruggere e snazionalizzare il tessuto sociale polacco, subordinando totalmente l'apparato produttivo agricolo e industriale agli interessi dell'economia del Terzo Reich. Questa operazione, che inizialmente coinvolse i polacchi e gli ebrei presenti nel Governatorato Generale e nelle nuove province orientali direttamente annesse al Reich, avrebbe più avanti riguardato pure i popoli slavi.
Nel contesto europeo, l'accordo di Monaco del settembre 1938 e la successiva occupazione della Cecoslovacchia rappresentarono un grosso shock per l'Unione Sovietica, che attribuiva grande importanza alle intese internazionali per raggiungere una «sicurezza collettiva». La diffidenza di Iosif Stalin nei confronti delle potenze occidentali si rafforzò quando si rese conto che il suo paese sarebbe stato deliberatamente tenuto fuori dalla Conferenza, con i leader sovietici che a quel punto non potevano essere del tutto sicuri che Gran Bretagna e Francia non volessero dirottare le ambizioni tedesche ad est contro di loro; esattamente il contrario di quanto si sarebbero potuti aspettare entrando nella Società delle Nazioni. Fu probabilmente allora che Stalin cominciò a prendere in considerazione l'eventualità di un accordo con la Germania se questo gli avrebbe permesso di rimanere fuori dalla guerra. In quel momento, l'URSS sembrava in una posizione di forza: sia Hitler che l'Occidente avevano tutto l'interesse di un accordo con Stalin, mentre il dittatore sovietico aveva tutto l'interesse di allearsi con una qualunque delle due parti.
Il patto sovietico-tedesco concluso nell'agosto 1939 - secondo lo storico Richard Overy - può essere considerato quindi come la logica conclusione della crisi di Monaco. Fino alla firma del patto tra Vjačeslav Molotov e Joachim von Ribbentrop, però, Stalin non chiuse mai le porte alle trattative con Francia e Gran Bretagna per un blocco comune anti-nazista, ma gli Stati occidentali tergiversarono per tutta l'estate del 1939, evidenziando la loro riluttanza ad un'alleanza con l'Unione Sovietica. Così, mentre le trattative si trascinavano a fatica, tra Stalin e la Germania si aprirono alcuni spiragli. Fu Hitler a cercare l'intesa, desideroso di evitare quanto successo nella prima guerra mondiale, ossia essere costretto a combattere su due fronti: prima smorzò i toni propagandistici contro l'Unione Sovietica, e successivamente diede ordine di avviare negoziati politici, conclusisi positivamente il 23 agosto 1939. L'isolamento sovietico si concluse quindi nel modo meno prevedibile, con grande sollievo di Hitler che ora poteva concentrarsi sulla Polonia senza rischiare un accerchiamento.

### Avvenimenti preliminari
Della durata di dieci anni, il patto Molotov-Ribbentrop sanciva l'astensione delle due parti contraenti da qualunque tipo di aggressione reciproca o contro Stati confinanti; qualora una delle due parti fosse attaccata da una terza, l'altra non avrebbe fornito alcun sostegno a quest'ultima; entrambi i governi si impegnavano a consultarsi su materie di interesse comune ed eventuali disaccordi si sarebbero dovuti risolvere con mezzi pacifici. 
Se Hitler fin dai primi contatti con l'URSS aveva già in mente di rompere un eventuale patto, fedele agli intenti dichiarati nel Mein Kampf, Stalin non avrebbe tradito il "partner", in quanto oltre ad essersi assicurato la pace, con il patto aveva ottenuto un risultato che le potenze occidentali non gli avrebbero mai potuto offrire: la possibilità di ricostruire il vecchio Impero zarista. Inizialmente il protocollo segreto del patto si limitava a delineare sfere d'interesse senza stabilire nessuna zona di spartizione o controllo; solo con un secondo protocollo segreto i due Stati stabilirono le rispettive zone di influenza e servì quindi a spartire il bottino ottenuto con l'attacco tedesco alla Polonia. Dopo l'inizio delle ostilità il 1º settembre 1939, il 9 settembre Molotov accettò la richiesta tedesca di invadere la Polonia da est. In seguito, il 17 settembre l'Armata Rossa iniziò a varcare la frontiera e il 28 Ribbentrop volò a Mosca per delineare la spartizione. Per la prima volta dal 1914, Germania e Unione Sovietica avevano una frontiera comune; le aree prevalentemente non polacche andarono all'URSS, il resto alla Germania, e Hitler rinunciò alla Lituania mentre Stalin fu libero di estendere i propri confini in Bielorussia e nell'Ucraina occidentale, che si erano sottratti al dominio sovietico dopo la guerra con la Polonia del 1920.
Acquisiti i territori polacchi e scongiurata - almeno temporaneamente - la minaccia teutonica, Stalin rivolse le proprie attenzioni nell'attuazione di quanto previsto nei protocolli segreti. Nelle settimane successive alla sconfitta polacca, i sovietici esercitarono pressioni sui Paesi baltici e sulla Finlandia affinché concludessero trattati di mutua assistenza.
Nel frattempo, dopo un periodo di stasi invernale soprannominata "Strana guerra", le forze armate tedesche rivolsero le proprie ambizioni verso occidente: nel maggio 1940 dilagarono in Belgio e nei Paesi Bassi a giugno occuparono l'intera Norvegia e sconfissero la Francia, spingendo i britannici fuori dall'Europa continentale. In pochi mesi, dunque, l'intera strategia di Stalin venne distrutta; il leader sovietico aveva sperato che con la firma del patto le forze armate hitleriane si sarebbe impantanate in una guerra simile a quella del 1914, dalla quale la Germania sarebbe uscita molto indebolita. Al contrario, la lotta ad occidente fu breve e l'Unione Sovietica si trovò da sola di fronte a un'Europa dominata dalla Germania.
Da queste campagne i comandi sovietici non trassero le giuste conclusioni, rimanendo ancorati alla tesi secondo la quale le campagne militari moderne si sarebbero svolte in due fasi; un primo periodo in cui i due contendenti avrebbero utilizzato uno schieramento avanzato per spezzare lo schieramento nemico e un secondo momento in cui il grosso delle forze, concentrato nelle retrovie, avrebbe scatenato un'offensiva imponente. Le disfatte di Polonia e Francia furono dunque attribuite a «circostanze eccezionalmente favorevoli» all'esercito tedesco. Quattro giorni dopo la resa della Francia, iniziarono i lavori per la nuova linea fortificata sul confine con la Germania e la più arretrata linea Stalin fu abbandonata e disarmata, con le forze armate sovietiche pericolosamente esposte in questo periodo di transizione. Il brusco mutamento delle condizioni strategiche in Europa spinse i dirigenti sovietici ad anticipare l'occupazione dei Paesi baltici nel giugno 1940. 
L'Unione Sovietica quindi occupò l'Estonia, la Lettonia, la Lituania e le regioni settentrionali della Romania (la Bucovina settentrionale e la Bessarabia). La stessa cosa non accadde con la Finlandia, la quale, dopo essersi rifiutata di sottostare ai diktat di Mosca, a fine novembre 1939 fu attaccata militarmente dall'Armata Rossa. 
Di contro la Germania inviò contingenti di truppe in Finlandia, e con l'occupazione sovietica della Bessarabia arrivò il momento in cui i tedeschi avviarono gli studi per un'operazione contro l'Unione Sovietica.
La cosiddetta guerra d'inverno contro i finlandesi si risolse con un disastro per Stalin, e mise sotto gli occhi del mondo - ma soprattutto di Hitler - la debolezza della capacità offensive delle forze armate sovietiche. Ciò portò a grossi cambiamenti in seno all'Armata Rossa: su iniziativa del generale Semën Timošenko - chiamato a riformare il commissariato della Difesa al posto di Kliment Vorošilov - si posero le basi per rendere l'Armata Rossa un esercito professionale e non un esercito inteso come braccio della politica e forza rivoluzionaria come nella visione di Vorošilov, riportando l'iniziativa di comando in mano dei militari e tagliando corto con la propaganda politica per concentrarsi su disciplina e addestramento. Nonostante gli sforzi, i miglioramenti furono lenti, e non tennero conto dell'ovvia conclusione dimostrata dalle forze armate tedesche in Polonia, ossia che le moderne forze corazzate potevano essere lanciate subito con un'imponente forza d'urto senza alcuna schermaglia preventiva. Inoltre, i molti cambiamenti tra i comandi voluti da Timošenko che avrebbero portato grandi benefici all'esercito, nell'immediato portarono però ad un notevole disorientamento e molta inefficienza, tanto che nel giugno 1941 il 75% degli ufficiali si trovavano nelle loro posizioni da meno di un anno.
Negli ultimi giorni di luglio, Hitler comunicò ai capi militari l'intenzione di scatenare un'offensiva decisiva ad est. Le motivazioni che portarono a tale decisione furono sia di carattere politico che ideologico. Il perdurare della resistenza britannica pose Hitler di fronte alla necessità di eliminare l'Unione Sovietica, in modo da convincere la Gran Bretagna alla pace e allontanare quindi la possibilità di un futuro ingresso degli Stati Uniti nel conflitto. Sul piano ideologico invece, ad est si trovava la materia prima del Lebensraum, lo spazio vitale per il popolo tedesco. I piani hitleriani assunsero quindi proporzioni straordinarie, tanto che venne programmata l'occupazione fino alla linea Arcangelo-Astrachan', mantenendo la popolazione locale sotto controllo permanente della razza padrona, mentre la popolazione sovietica sarebbe stata deportata in un simulacro di Stato asiatico posto oltre gli Urali. Su questa base, nella primavera del 1941 erano già state gettate le basi per i programmi di sfruttamento razziale, politico ed economico dell'Europa orientale.
Il 27 settembre 1940 Hitler firmò con Giappone e Italia il Patto tripartito, che divideva il mondo in sfere d'influenza distinte in Mediterraneo, Asia orientale ed Europa. Nello stesso mese le prime truppe tedesche fecero la loro comparsa in Romania e Finlandia, e successivamente Ungheria e Romania aderirono al tripartito. In ottobre l'Italia, che a giugno era entrata in guerra a fianco dei tedeschi, invase la Grecia delineando la prospettiva di un'occupazione del Balcani. Tutto ciò fu visto con preoccupazione da Mosca. Il 13 ottobre, probabilmente per tenere mantenere i rapporti con l'URSS e tenere nascosti i veri intenti, Hitler autorizzò Ribbentrop ad invitare Molotov a Berlino per un invito ad unirsi al tripartito e rivedere insieme l'ordine mondiale. Il 12 novembre Molotov arrivò in treno, e dopo due giorni di discussioni fondamentalmente illusorie, le due parti si separarono senza essere arrivate ad alcun accordo, il quale in realtà non era mai stato probabile, come entrambe le parti riconobbero. Il giorno stesso della partenza di Molotov, il 14 novembre, Hitler ordinò allo stato maggiore di attuare i preparativi finali «per regolare i conti con la Russia». Il 18 dicembre firmò la direttiva di guerra numero 21, che ordinava la preparazione della guerra all'Unione Sovietica, l'"Operazione Barbarossa".

### Preparativi sovietici
Fin dal 1935, la strategia di Stalin si era concentrata nell'affrontare un'eventuale doppia minaccia proveniente dalla Germania nazista e dall'Impero giapponese. I piani sviluppati nel novembre 1938 sotto gli auspici del capo dello Stavka Boris Šapošnikov individuarono come priorità il teatro occidentale, dove le paludi del Pryp"jat' dividevano in due l'area, e ponevano un dilemma strategico per il quale i comandi sovietici si domandavano se l'offensiva tedesca si sarebbe sviluppata a nord del Pryp"jat' nella Bielorussia o a sud delle paludi in Ucraina. Nel 1938 i piani dello Stavka prevedevano soluzioni difensive per entrambe le ipotesi, ma nel 1939, con l'invasione della Polonia, il generale Aleksandr Vasilevskij sviluppò un piano che prevedeva una difesa in vista di una probabile offensiva tedesca in Bielorussia lungo l'asse Minsk-Smolensk. Nell'agosto 1940 un ennesimo cambio al vertice portò Kirill Mereckov a capo dello Stavka, e su volere di Stalin la priorità venne data all'asse sudoccidentale, per proteggere l'Ucraina, una zona vitale dal punto di vista economico. Stalin fu probabilmente influenzato dalla sua esperienza nel corso della guerra civile russa, quando il controllo delle principali risorse economiche era considerato decisivo. Tutto ciò portò a ulteriori aggiornamenti dei piani di mobilitazione che causarono ulteriore caos proprio mentre la situazione diplomatica con la Germania, rapidamente, andava deteriorandosi.
Nell'aprile 1941, i servizi d'intelligence dell'Armata Rossa iniziarono a scoprire i preparativi offensivi da parte della Germania. A livello diplomatico Stalin e i comandi sovietici si comportarono come se regnasse la pace e facevano di tutto per mantenerla, a livello militare Georgij Žukov venne nominato capo di stato maggiore al posto di Mereckov e le forze armate vennero messe in uno stato di allerta denominato "Speciale minaccioso periodo di guerra" (osoboje ugrožajemyi voennyi periodl) da attuare solo in caso di guerra imminente, che nella primavera del 1941 significò una parziale mobilitazione. Nonostante queste misure prudenziali, tra cui trasferimenti di truppe da oriente verso occidente e il richiamo di 800 000 riservisti, l'URSS non era affatto pronta a combattere né intendeva, come alcuni hanno supposto, iniziare una guerra preventiva. Le unità erano schierate, addestrate e armate in modo non sufficiente e i dirigenti politici paralizzati dalla fissazione di Stalin nel cercare mantenere la pace almeno fino al 1942. 
Dei venti nuovi corpi meccanizzati da distribuire lungo il confine, a maggio ne furono equipaggiati meno della metà, dei centosei nuovi reggimenti aerei, a maggio solo diciannove furono completati, e queste forze vennero semplicemente ammassate lungo una stretta fascia dietro o a cavallo della frontiera. Esse assorbirono i 4/5 della produzione del nuovo carro armato T-34, e la metà di tutti i più moderni aerei disponibili, ma gli uomini non avevano l'addestramento necessario e i pezzi di ricambio necessari per utilizzare questi mezzi al meglio. Il morale delle truppe in prima linea era al limite e gli ufficiali facevano molta fatica a contenere i sempre più diffusi atteggiamenti di insubordinazione.
Nel mentre, la costruzione della "linea Molotov" nel giugno 1941 era ancora molto indietro nella sua realizzazione, gran parte degli equipaggiamenti portati via dalla "linea Stalin" fu immagazzinata malamente o portata sul nuovo confine dove rimase ad arrugginire nell'attesa che la "Molotov" fosse completata. Le nuove fortificazioni - su cui gravava l'intera strategia della difesa avanzata - erano troppo numerose per essere completate tutte assieme, e in primavera la maggior parte di queste erano prive di armamenti, equipaggiamento radio, energia elettrica e filtri per l'aria. Alla vigilia dell'invasione i settori chiave della frontiera non potevano contare su campi minati, mimetizzazioni o campi di tiro efficaci. Dei 2 300 punti di resistenza allestiti, meno di mille disponevano di pezzi d'artiglieria. Žukov, assieme a Šapošnikov, erano tra coloro che avrebbero preferito non abbandonare la "linea Stalin", ma il leader sovietico decise per ragioni politiche di difendere i nuovi confini a tutti i costi. Solo nel giugno 1941 Stalin acconsentì a riattivare alcune parti della vecchia linea, stanziandovi truppe che arrivarono appena al 30% della guarnigione prevista e che trovarono poco più che ripari di cemento.
Nel maggio 1941 Žukov e Timošenko realizzarono la versione definitiva del piano di schieramento prima dell'invasione tedesca, non molto diversa dal piano stilato nell'ottobre precedente in cui si ipotizzavano due controffensive in territorio tedesco; una verso Cracovia per tagliare i collegamenti tedeschi con i loro alleati meridionali, l'altra verso Lublino, con l'obiettivo finale di assicurarsi il controllo della Polonia occupata dai tedeschi e della Prussia Orientale. 
In totale il piano di mobilitazione prevedeva 171 divisioni schierate in tre fasi successive lungo la nuova frontiera; il primo scaglione composto da 57 divisioni fucilieri e gli altri due con 52 e 62 divisioni fucilieri ciascuna e gran parte dei 20 corpi meccanizzati. Tutte queste unità appartenevano in tempo di pace ai vari distretti militari, che, in caso di guerra sarebbero diventati cinque quartieri generali di gruppi d'armate denominati "Fronti". Dietro i cinque Fronti avanzati (Settentrionale, Nord-Occidentale, Occidentale, Sud-Occidentale, Meridionale) si stavano costituendo cinque armate come secondo scaglione strategico. Questo fronte di riserva rimase invisibile ai tedeschi, ma l'attacco del 22 giugno avvenne proprio mentre queste enormi forze si stavano dislocando.
Questi enormi concentramenti avanzati furono utilizzati nel dopoguerra per dimostrare che l'URSS progettava un attacco preventivo, ma la storiografia moderna ha evidenziato come in realtà non ci sono prove a sostegno di questa tesi, e anzi, la prova più evidente che Stalin non aveva alcuna intenzione di attaccare Hitler si può trovare negli sforzi quasi frenetici del presidente sovietico di placare l'omologo tedesco. Nonostante gli sforzi di Žukov di prepararsi nel miglior modo possibile, Stalin ripeté più volte che tale pericolo non esisteva e che non si doveva fare nulla per non provocare i tedeschi.

### Preparativi tedeschi
La decisione di Hitler di distruggere l'Unione Sovietica fu dichiarata ai suoi comandi militari il 31 luglio 1940, quando al Berghof furono convocati l'ammiraglio Erich Raeder, il capo di stato maggiore dell'OKW Wilhelm Keitel, il capo del settore operativo Alfred Jodl, il comandante dell'esercito Walther von Brauchitsch e il capo di stato maggiore della Wehrmacht Franz Halder. L'ultima data utile per l'inizio dell'invasione venne fissata per il maggio 1941, dopo la quale sarebbero rimasti cinque mesi per le operazioni prima dell'arrivo dell'inverno russo. Il dittatore tedesco suggerì un attacco con l'obbiettivo di annientare l'Unione Sovietica in un colpo solo che si dividesse in due direttrici: una in direzione Kiev, l'altra in direzione dei Paesi baltici. Le due linee d'attacco sarebbero alla fine dovute convergere a est di Mosca. Venne calcolato che alla Germania servissero in tutto 180 divisioni per essere sicura in Europa, di cui 120 da schierare a est, cosa che significava crearne altre 40.
Halder si mise subito al lavoro per creare le divisioni mancanti e pianificare assieme agli altri componenti dello stato maggiore i piani di massima per Barbarossa. Il principale ostacolo all'attacco sarebbero state le paludi del Pryp"jat', così venne deciso di attaccare e occupare il "ponte di terra" delimitato a nord dalla Dvina occidentale e a sud dal Dnepr, passando per Minsk, Orša e Smolensk. Il 16 dicembre, dopo diverse modifiche, venne approvato il piano definitivo. L'esercito tedesco sarebbe stato diviso in tre grandi gruppi d'armate, Centro, Nord e Sud, per un totale di almeno 152 divisioni, comprendenti 19 divisioni panzer e 15 di fanteria motorizzata, integrate da 14 divisioni finlandesi a nord e 14 rumene della forza di una brigata a sud, con il controllo generale del teatro affidato all'Oberkommando des Heeres (OKH). Il gruppo Nord avrebbe puntato su Leningrado, il gruppo d'armate Sud verso Kiev e il gruppo Centro avrebbe sbaragliato le forze sovietiche a ovest della linea Dvina-Dnepr, e occupato Smolensk e il "ponte di terra". A quel punto il gruppo Centro si sarebbe diretto a nord, verso Leningrado, per completare la conquista delle coste del Baltico. Solo a completamento di questa missione si sarebbe proceduto alla presa di Mosca, considerata da Hitler un obiettivo secondario. La sua conquista avrebbe assestato un duro colpo in termini politici ed economici, ma non c'era motivo di dedurre il conseguente abbattimento della capacità di resistenza dell'Armata Rossa, come invece sosteneva Halder. Conquistate Leningrado e Kiev la campagna si sarebbe allora conclusa in direzione dell'ancora un po' imprecisato obiettivo finale, che prevedeva grossomodo l'occupazione dell'Unione Sovietica lungo la linea tra Rostov sul Don e Arcangelo. Hitler e i comandanti dei gruppi d'armata concordava però su un punto; che l'Armata Rossa andasse distrutta a ovest della linea Dvina-Dnepr per impedirle di rifugiarsi nei vasti territori interni, o di consolidarsi sulla "linea Stalin". L'Armata Rossa effettivamente si schierò soprattutto oltre i vecchi confini, a ridosso dei nuovi, creando i presupposti per le grandi vittorie tedesche durante la prima parte della campagna. Gli eventi successivi però dimostrarono che i tedeschi sottovalutarono la capacità del complesso politico sovietico di tenere unita la popolazione e la capacità dell'Armata Rossa di rimpiazzare rapidamente le perdite, con i servizi segreti della Wehrmacht che rimasero del tutto all'oscuro dei grossi concentramenti di truppe di riserva che si stavano riunendo a est del Dnepr.
In generale, il Führer tendeva a considerare l'apparato militare e statale sovietico debole e inconsistente, secondo il ragionamento che gli ebrei non sarebbero capaci di dare vita a Stati duraturi (il bolscevismo sovietico era agli occhi di Hitler una delle più subdole forme con cui l'ebraismo esplicava la propria opera di distruzione della civiltà occidentale). Hitler con molto ottimismo, considerava l'attacco all'Unione Sovietica un "gioco da ragazzi" (Sandkastenspiel), perché, congiuntamente ai suoi generali, sottovalutò le capacità militari sovietiche, anche in base all'idea che le recenti, radicali purghe avessero privato le forze armate dei migliori comandanti disponibili
Le vittorie della Wehrmacht del 1940 avevano dato ragione alla nuova generazione di teorici militari tedeschi che credeva nella guerra meccanizzata, dove le forze corazzate dotate di grande mobilità avrebbero sfondato in punti limitati del fronte e sfruttato il successo in profondità, distruggendo la logistica e i centri di comando, cercando di circondare grandi masse dell'esercito nemico. Le campagne del 1940 avevano dimostrato, tuttavia, che il nemico in molti casi riusciva a rompere l'accerchiamento. In teoria, le divisioni corazzate erano seguite da quelle di fanteria motorizzata, che dovevano fornire le truppe necessarie a sigillare le zone circondate e obbligare gli avversari alla resa. Nella pratica, però, la Germania non ebbe mai abbastanza veicoli a motore per equipaggiare più di un ridotto numero delle proprie divisioni di fanteria. Per tutta la guerra, l'esercito tedesco fu costituito in gran parte da divisioni di fanteria appiedate e artiglieria e rifornimenti ippotrainati, obbligando talvolta le divisioni corazzate ad arrestarsi per consentire alle unità di supporto di raggiungerle.
La logistica rappresentò, infatti, il vero tallone d'Achille della Wehrmacht per tutto il conflitto, soprattutto nelle vaste distese dell'URSS, dove esistevano appena 65 000 chilometri di strade pavimentate e 82 000 chilometri di ferrovie. Queste ultime possedevano uno scartamento più largo rispetto allo standard europeo, per cui i tedeschi dovettero via via adattare le ferrovie sovietiche ai loro standard, ma nel primo periodo si dovette usare il materiale rotabile sovietico che si riusciva a catturare. Inoltre le unità meccanizzate mancavano della capacità di manutenzione per una lunga campagna, e le molte varianti con cui venivano prodotti i carri armati creavano una cronica carenza di pezzi di ricambio. Questo problema si era già evidenziato durante la campagna di Polonia, dove un intero Panzerkorps rimane immobilizzato per problemi di manutenzione prima della fine delle operazioni.
La chiave della dottrina offensiva tedesca erano la divisioni panzer, che nell'inverno 1940-1941 vennero ridimensionate per far fronte al volere di Hitler di schierarne a est un numero maggiore, da 10 a 19. Una stima attendibile dei mezzi corazzati dispiegati per Barbarossa è di circa 3 330 carri armati, molti dei quali già all'epoca insufficientemente corazzati e con scarsa potenza di fuoco. Il vero vantaggio iniziale delle divisioni corazzate tedesche fu l'efficiente coordinamento radio, che i sovietici non avevano, la tattica operativa, che prevedeva lo sfondamento in un punto debole dello schieramento nemico, e il supporto ravvicinato della Luftwaffe, che contribuì alla distruzione dei carri avversari e nel primo periodo di guerra possedeva la superiorità aerea sul fronte sovietico.
Tuttavia, al di là delle prime vittoriose battaglie di frontiera, le avanzate dei tre gruppi d'armata tedeschi si svilupparono in modo divergente verso tre punti lontani fra loro, e fin da subito l'operazione Barbarossa corse il rischio di disperdere le forze in un vano tentativo di conquistare tutto e subito.

### Direttive tedesche per la guerra a est
Sin da subito i territori dell'est vennero considerati "spazi di eccezione" dove non sarebbe stata applicata la stessa normatività dell'Europa centrale e occidentale, e attraverso una serie di ordini emanati tra il dicembre 1940 e il giugno 1941 venne stabilita l'extra-legalità delle popolazioni civili sovietiche. In ogni caso, fin dal dicembre del 1940, quando dette avvio alla progettazione dell'attacco, Hitler affermò con chiarezza che quella sarebbe stata una guerra nuova, totale e senza esclusione di colpi, fra due ideologie contrapposte: dal conflitto sarebbe uscito un solo vincitore, senza possibilità di patteggiamenti. La Nazione perdente sarebbe stata ridotta al rango di colonia e sottoposta allo sfruttamento illimitato da parte dei vincitori.
Dopo la firma della direttiva Barbarossa, i tedeschi adottarono subito dopo una serie di disposizioni specifiche per la conduzione della guerra contro l'Unione Sovietica. Il 13 marzo 1941 il feldmaresciallo Wilhelm Keitel informò gli ufficiali generali che i loro teatri d'operazione sarebbero stati condivisi con unità speciali comandate dal capo delle SS e della polizia tedesca Heinrich Himmler. Queste unità ad hoc, le Einsatzgruppen, che avevano partecipato all'occupazione della Polonia perpetrando massacri di massa contro ebrei e comunisti, in Russia avrebbero seguito le unità regolari della Wehrmacht per assicurare e tutelare la sicurezza delle truppe tedesche dietro il fronte. 
Il 28 aprile Von Brauchitsch precisò che i «commando della polizia di sicurezza e dell'SD» erano subordinati all'esercito per tutto ciò che riguardava la marcia, il rifornimento e l'aquartieramento, ma che i loro membri avrebbero svolto le loro azioni in totale autonomia, in modo tale che la loro subordinazione logistica alla Wehrmacht non avrebbe in alcun modo subordinato allo stesso esercito la loro operatività. In poche parole le Einsatzgruppen le forze di polizia e dell'SD erano dipendenti in toto dalle SS, e l'unica imposizione dell'esercito alle SS fu quella di «non disturbare le operazioni militari».
Dopo aver liberato le SS da ogni legge di guerra, tra maggio e giugno venne quindi firmata una serie di "ordini criminali" che esentava anche l'esercito dal rispetto di tali leggi. 
Il 13 maggio 1941 lo stesso Keitel firmò il «decreto sull'esercizio della giurisdizione militare nella zona Barbarossa», che limitava la giurisdizione dei tribunali militari sui metodi utilizzati dalla truppa contro il nemico. Nella successione dei suoi paragrafi, equivalse alla possibilità da parte delle forze armate tedesche di esercitare ogni tipo di violenza e repressione che avrebbero contribuito alla sicurezza delle truppe. La pacificazione dei territori conquistati sarebbe stato possibile solo «se la truppa si difende spietatamente contro ogni attacco da parte di una popolazione civile ostile», e ciò significava che la truppa avrebbe potuto farsi giustizia da sé, sul posto e senza attendere. Ogni atto ostile sarebbe stato combattuto immediatamente «con i mezzi radicali fino alla distruzione totale dell'aggressore» e «misure di violenza collettiva» sarebbero state autorizzate contro «ogni località» sospetta, e fu «espressamente vietato mantenere in detenzione dei sospetti». Di fatto i civili sovietici non avrebbero avuto diritto alcuna protezione giuridica mentre i soldati della Wehrmacht sarebbero stati completamente coperti dal decreto, che assicurava protezione in caso di delitti e crimini di guerra. 
Il 6 giugno venne quindi firmato il famoso Kommissarbefehl, nel quale venne esplicitamente ordinato di uccidere senza prove e senza procedura giudiziaria i commissari politici dell'Armata Rossa.
Come scrive lo storico Gustavo Corni, i vertici militari non si opposero a ordini così feroci, anzi le forze armate aderirono a tal punto al tema della "guerra ideologica" da emanare disposizioni ancora più dettagliate per sterminare non solo i quadri, ma anche i semplici soldati prigionieri di guerra, che vennero acquartierati volutamente in condizioni disumane.
La componente ideologica si dimostrò così forte che Hitler, nei territori conquistati, non favorì in alcun modo lo sviluppo di quei nazionalismi (ucraino, tartaro, nei Paesi baltici) che avrebbero potuto indebolire militarmente l'Unione Sovietica, nonostante questa strategia gli fosse stata suggerita dal ministro per i territori orientali, Alfred Rosenberg.
Tutte queste norme sarebbero state poi inasprite durante il prosieguo della guerra, anche a causa dei problemi che l'esercito tedesco dovette affrontare con la nascita dei movimenti di resistenza e vennero delineati i provvedimenti da prendere contro gli ebrei residenti nelle zone appena occupate. Il comportamento brutale dei tedeschi fece sì che si sviluppò un forte movimento di resistenza, dato che con la loro violenza avevano messo i civili di fronte alla scelta se morire o resistere, il 18 agosto 1942 Hitler firmò la direttiva nº 46 per una «lotta rafforzata contro il flagello delle bande dell'Est» che delineava un trattamento più corretto verso i civili, in modo tale da metterli nelle condizioni di sopravvivere in vista di un loro sfruttamento a lungo termine. L'ordine del 18 agosto, pur proclamando una radicalizzazione di alcune contromisure segnò un arretramento rispetto agli ordini del 1941, prendendo di mira soprattutto i partigiani. Ciò venne precisato nell'ordine del 16 dicembre 1942 dove l'azione contro gli atti di resistenza «è più che mai una questione di vita o di morte» per la Germania e il popolo tedesco. Per la prima volta vengono indicati le donne e i bambini come bersagli legittimi se lo scopo fosse stata la distruzione della resistenza nemica. Sebbene le disposizioni relative al trattamento dei civili fu in qualche misura allentata, l'insieme degli "ordini criminali" e il processo di disumanizzazione del nemico portato avanti dalla propaganda, avevano ormai radicalizzato il comportamento delle truppe della Wehrmacht che associavano ormai indissolubilmente i civili ai cosiddetti "banditi" da combattere in una lotta senza quartiere.

## Operazioni: 1941-1943
(Affermazione di Arso Jovanović)

### Invasione: estate 1941

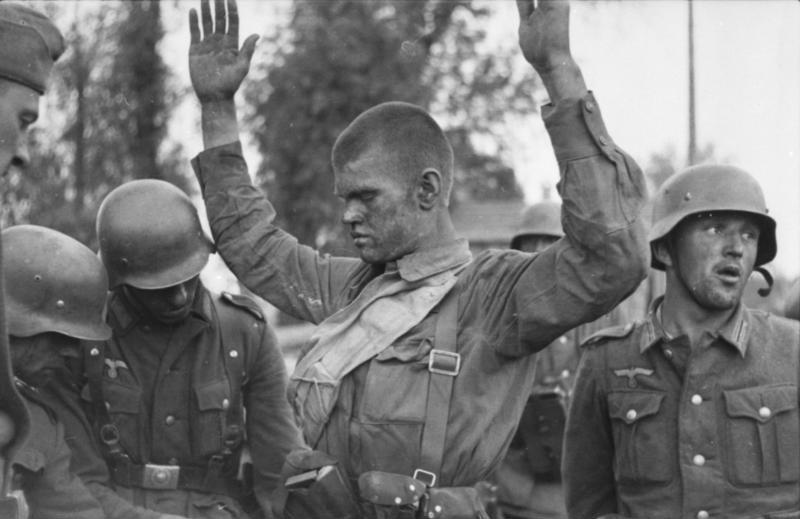
Un soldato sovietico catturato dalla Wehrmacht durante l'Operazione Barbarossa.

Alle 04:45 del 22 giugno 1941, dopo l'ultima consegna di carbone alla Germania, quattro milioni di soldati tedeschi, rumeni, ungheresi e slovacchi varcarono i confini dell'Unione Sovietica. Per un mese l'avanzata a tre punte fu inarrestabile, con le divisioni panzer circondavano centinaia di migliaia di soldati sovietici in vaste sacche che venivano poi affrontate e ridotte dalle più lente divisioni di fanteria, mentre i panzer proseguivano la loro strada.
L'obiettivo del Gruppo d'armate "Nord" (con i 600 carri armati del Panzergruppe 4 al comando del generale Erich Hoepner) era Leningrado, che fu raggiunta, dopo alcuni disperati contrattacchi dei corpi meccanizzati sovietici a Reisenjai e sul fiume Luga, dopo l'avanzata nei paesi già occupati dall'URSS nel 1940, secondo il Patto Molotov-Ribbentrop: Lituania, Lettonia ed Estonia e la conquista delle città russe di Pskov e Novgorod.
Il Gruppo d'armate "Centro" comprendeva due Panzergruppen (2ª e 3ª) al comando dei generali Heinz Guderian e Hermann Hoth, con circa 1700 carri armati, che si portarono verso est, partendo rispettivamente dalla regione di Suwałki e da quella di Brest-Litovsk e convergendo in prossimità di Minsk, seguite dalla 2ª, 4ª e 9ª Armata. I panzer sbaragliarono facilmente la resistenza delle riserve mobili sovietiche: ad Alytus il Panzergruppe 3 respinse la 5ª Divisione corazzata sovietica e quindi proseguì rapidamente verso Vilnius e Minsk, non intralciato dai confusi contrattacchi delle notevoli forze meccanizzate del generale Pavlov (comandante del "Fronte occidentale" sovietico). A sud il Panzergruppe 2 di Guderian schiacciò i tentativi di contrattacco dei carri leggeri sovietici a Kobryn e Slonim e avanzò verso Sluck e Minsk congiungendosi il 28 giugno con le forze di Hoth e accerchiando tre armate nemiche (che vennero progressivamente distrutte, dopo duri scontri, dalle forze di fanteria tedesche).
Senza attardarsi, i panzer proseguirono ancora e raggiunsero la Dvina e la Beresina in soli sei giorni, a 650 km dal loro punto di partenza. L'obiettivo successivo era di attraversare il fiume Dnepr, che fu raggiunto l'11 luglio. Dopo Vitebsk (in ucraino Vicebsk?), conquistata il 10 luglio dal Panzergruppe 3 di Hoth, cadde anche il 16 luglio, per opera delle forze del Panzergruppe 2 del generale Guderian, l'importante città di Smolensk considerata la "porta di Mosca". In seguito la spinta tedesca si esaurì, i panzer di Guderian vennero dirottati a sud per partecipare alla battaglia di Kiev, mentre parte del "Panzergruppe 4" fu inviata a nord per assistere l'Hereesgruppe Nord nella conquista di Leningrado; così il Gruppo d`armate Centro entrò in una pausa operativa che sarebbe durata quasi un mese, finché non si fosse rifornito e riorganizzato in vista dell`assalto a Mosca. Tuttavia questa insperata tregua diede modo allo Stavka di riorganizzare i reparti usciti fortunosamente dal kessel di Smolensk che, uniti alle unità della riserva strategica, andarono a ricreare un nuovo Fronte Occidentale.
Il Gruppo d'armate "Sud", con la 6ª Armata, il Panzergruppe 1 (generale Ewald von Kleist: 800 carri armati), l'11ª e la 17ª Armata, fu incaricato di avanzare attraverso la Galizia e l'Ucraina. In questo settore le forze meccanizzate sovietiche erano particolarmente potenti con oltre 3500 carri armati a disposizione, e quindi il generale Kirponos (comandante del "Fronte sud-occidentale" sovietico) organizzò un importante contrattacco sui due lati del cuneo di sfondamento dei panzer del generale Kleist che diede luogo alla battaglia di carri più grande e combattuta dell'Operazione Barbarossa. A Dubno, Brody e Luc'k, per quattro giorni fino al 30 giugno i carri sovietici cercarono di fermare e distruggere i panzer, ma, molto più inesperti, con gravi carenze logistiche e sottoposti al dominio aereo della Luftwaffe, subirono pesanti perdite e furono infine costrette a ripiegare, lasciando via libera alle abili Panzer-Divisionen tedesche.

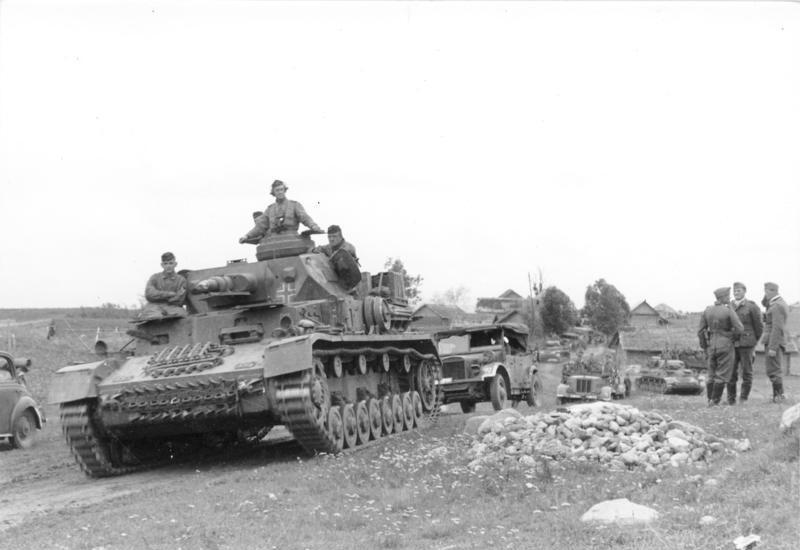
Colonna di Panzer IV del Panzergruppe 3 in azione nella regione di Vitebsk nel luglio 1941.

Le divisioni corazzate progredirono comunque piuttosto lentamente, con un solo corridoio verso Kiev aperto verso la metà di luglio. L'11ª Armata, aiutata da truppe rumene si fece strada verso Odessa attraverso la Bessarabia. Il Panzergruppe 1 manovrò a ovest di Kiev, avanzando verso sud lungo l'ansa del Dnepr. Quando si congiunse con gli elementi meridionali del Gruppo d'armate "Sud" a Uman', le forze tedesche fecero prigionieri 100 000 soldati sovietici in una vasta sacca.
Dato che l'Armata Rossa si ritirava oltre i fiumi Dnepr e Dvina, il governo sovietico decise di trasferire il più possibile le industrie pesanti della regione, gli impianti venivano smontati, caricati su convogli ferroviari e inviati lontano dalla linea del fronte, oltre gli Urali, nell'Asia centrale dove venivano rimontati. Molti civili non poterono essere evacuati assieme ai materiali e furono lasciati indietro, in balia degli invasori.
Con la cattura di Smolensk e l'avanzata lungo il fiume Luga, il Gruppo d'armate "Centro" e il Gruppo d'armate "Nord" avevano raggiunto il loro primo obiettivo principale: attraversare e occupare le terre tra la Dvina e il Dnepr. La strada per Mosca, ora distante solo 400 km, era stata largamente aperta.
I generali tedeschi propendevano per un'immediata azione verso Mosca (secondo i principii della Blitzkrieg), ma Hitler respinse l'idea sostenendo, invece, l'importanza che avrebbero avuto il grano e l'industria pesante dell'Ucraina se fossero riusciti a venirne in possesso; inoltre, c'era un ammassamento di truppe di riserva sovietiche nella zona di Gomel (in bielorusso Homel'?) tra il fianco meridionale del Gruppo d'armate "Centro" e il Gruppo d'armate "Sud". Fu dato ordine al Panzergruppe 2 di girare verso sud e avanzare a est di Kiev. Questa operazione durò per tutto il mese di agosto, ma quando il Panzergruppe 2 si congiunse con il Panzergruppe 1, proveniente da sud, a Lochvycja, il 5 settembre 665 000 soldati sovietici furono fatti prigionieri e Kiev fu espugnata il 19 settembre. Queste facili vittorie indussero Hitler a pensare che l'URSS non avesse ancora colmato le gravi lacune militari della guerra d'inverno, e lo spinsero più di una volta nel procedere del conflitto a ordinare ardite offensive sottovalutando fortemente la resistenza sovietica.
A novembre cominciò il bombardamento strategico sul retroterra dell'Unione Sovietica. Il colpo principale cadde sul principale centro industriale, Gor'kij. In questa città si trovava la maggior parte dell'industria della difesa. L'obiettivo principale dei tedeschi era la fabbrica di automobili di Gor'kij. Fu sottoposto al più massiccio bombardamento e il distretto di Avtozavodskij della città fu pesantemente distrutto. I rifugiati di Mosca e di altre città che erano già occupate dai tedeschi fuggirono in città. Tuttavia, quando la Wehrmacht si avvicinò a Mosca, Gor'kij si pose in stato d'assedio. I tedeschi progettavano di catturare la città e da qui aprire un secondo fronte per colpire la capitale dell'URSS. L'occupazione di Gor'kij avrebbe potuto dare ai tedeschi il controllo sulla regione del Volga, ma la controffensiva dell'Armata Rossa scongiurò questa eventualità.

### Avanzata verso Mosca: autunno 1941
Hitler decise di riprendere l'avanzata verso Mosca, con l'Operazione Tifone incominciata il 30 settembre 1941. Il Panzergruppe 2 percorse la strada di Orël (presa il 7 ottobre) fino al fiume Oka a Plavskoe, mentre il Panzergruppe 4 (trasferito dal Gruppo d'armate Nord a quello "Centro") e il Panzergruppe 3 circondavano le forze sovietiche in due grandi sacche a Vjaz'ma e Brjansk, dove vennero fatti prigionieri 660 000 soldati sovietici, la metà del totale a difesa di Mosca. Il Gruppo d'armate "Nord", quindi, sferrò un nuovo attacco di fronte a Leningrado tentando di interrompere il collegamento ferroviario da Tichvin verso l'est. Incominciò così l'assedio di Leningrado che durò 900 giorni. A nord del circolo polare artico, le forze finno-tedesche tentarono di raggiungere Murmansk, ma non riuscirono ad andare oltre il fiume Zapadnaja Lica.

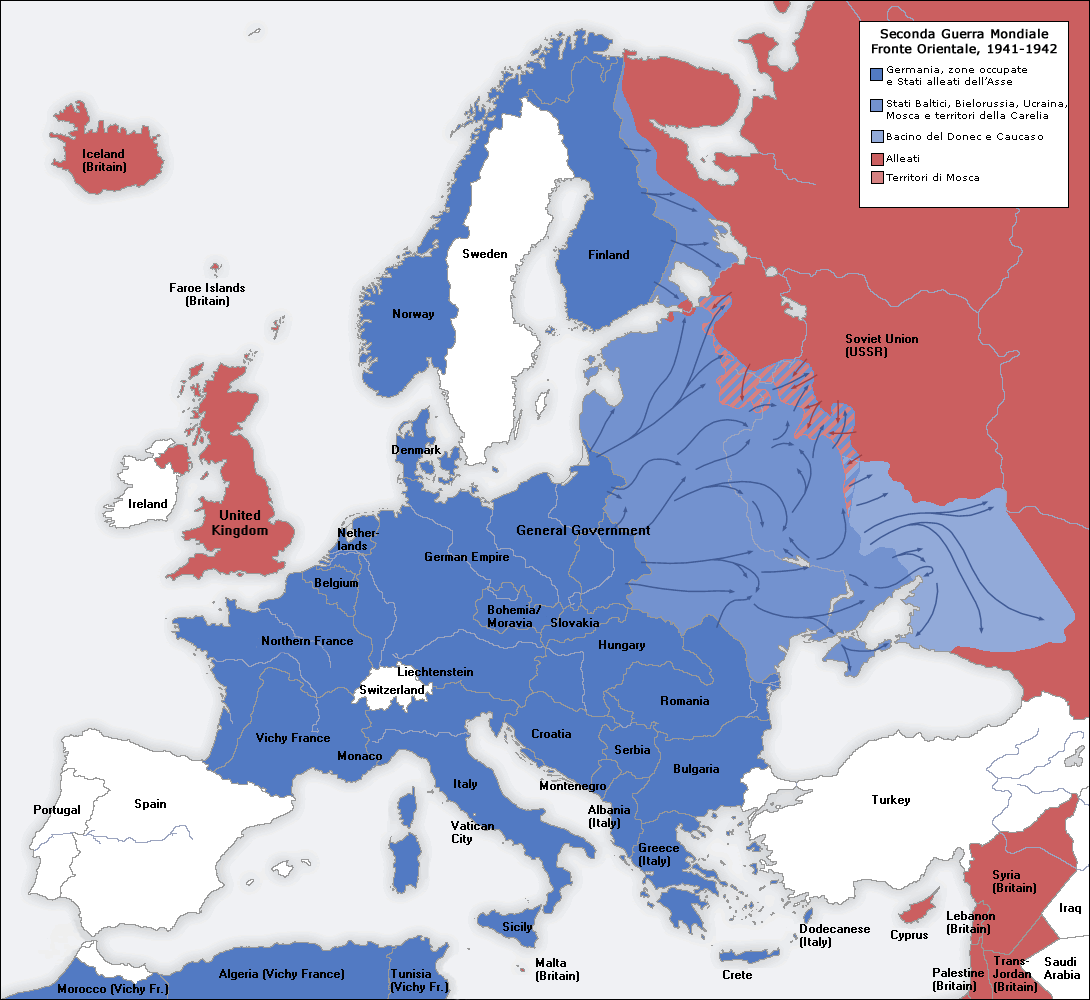
Mappa con le fasi dell'avanzata tedesca nella prima fase della guerra sul Fronte orientale.

Il Gruppo d'armate "Sud" si spinse oltre il Dnepr, verso la costa del mar d'Azov, avanzando anche su Char'kov (in ucraino Charkiv?), Kursk e Stalino. La Sesta armata del feldmaresciallo von Reichenau conquistò il 24 ottobre 1941 l'importante centro industriale di Char'kov dopo aspri combattimenti contro la guarnigione sovietica. L'undicesima Armata del generale von Manstein, invece, si spostò in Crimea prendendo possesso dell'intera penisola entro l'autunno (con l'eccezione di Sebastopoli, che resistette fino al 3 luglio 1942). Il 21 novembre i tedeschi presero Rostov, la porta per il Caucaso. Comunque le linee tedesche erano troppo lunghe ed esposte sui fianchi, così i difensori sovietici contrattaccarono la testa di ponte del Panzergruppe 1 da nord, respingendola dalla città, oltre il fiume Mius; fu la prima significativa sconfitta tedesca della guerra.
Mentre l'Operazione Tifone, proseguiva le condizioni climatiche peggiorarono. Nella seconda metà di ottobre piovve consistentemente, con le poche strade esistenti le quali si trasformarono in piste di fango senza fine che intrappolavano mezzi, cavalli e uomini. A 160 km da Mosca, le cose peggiorarono ulteriormente quando la temperatura si abbassò notevolmente e incominciò a nevicare. Benché i veicoli potessero muoversi, gli uomini congelavano, in quanto privi di abbigliamento invernale. Nei magazzini in Polonia giacevano enormi quantità di vestiario invernale, ma la logistica tedesca, oramai allo stremo, aveva bisogno di ogni convoglio per trasportare cibo, carburante e munizioni; così, per questioni di semplice "precedenza", il fante tedesco fu lasciato ad arrangiarsi come poteva.
Il 15 novembre i tedeschi incominciarono un tentativo di accerchiamento di Mosca. Il 27 novembre il Panzergruppe 4 si trovò a 30 km dal Cremlino, quando raggiunse il capolinea dei tram di Mosca, a Chimki, mentre il Panzergruppe 2 cercò ostinatamente di prendere Tula, l'ultima città sulla strada per la capitale, sia pur invano. Hitler ebbe furiosi contrasti con i comandanti dell'esercito, perché sosteneva la necessità di non fermare l'avanzata verso Mosca, diversamente dai generali che volevano rallentare, in quanto le truppe erano completamente esauste e tormentate dal freddo letale. Fu a questo punto che i sovietici contrattaccarono per la prima volta.

### Controffensiva sovietica: inverno 1941
Durante l'autunno, Žukov trasferì truppe fresche e ben equipaggiate dalla Siberia e dall'Oriente a Mosca (le truppe stazionavano in Oriente in previsione di un possibile attacco giapponese, ma l'intelligence indicò che i giapponesi avevano deciso invece di attaccare il sud-est asiatico e il Pacifico). Il 5 dicembre 1941, questi rinforzi attaccarono le linee tedesche attorno a Mosca, supportati dai nuovi carri armati T-34 e dai lanciarazzi Katjuša. Le nuove truppe sovietiche erano preparate per la guerra invernale e soprattutto si trattava di unità fresche e a pieno organico. Entro il 7 gennaio 1942, le esauste truppe tedesche furono respinte a una distanza compresa tra i 100 e i 250 km.
Un ulteriore attacco sovietico fu condotto nel tardo gennaio, focalizzato sulla congiunzione tra il Gruppo d'Armate "Nord" e il Gruppo d'armate "Centro" tra il lago Seliger e Ržev, riuscendo a penetrare tra le due formazioni nemiche. In contemporanea avveniva l'avanzata da Kaluga, in direzione sud-ovest rispetto a Mosca. Le due offensive avrebbero dovuto convergere su Smolensk, ma i tedeschi riuscirono a mantenerle distanti tra loro con un saliente a Ržev. Un lancio di paracadutisti sovietici sulla città di Dorogobuž, in mano ai tedeschi, non ebbe successo e i paracadutisti sopravvissuti furono costretti a trovare rifugio nelle aree controllate dai partigiani che incominciavano a formarsi dietro le linee tedesche. A nord i sovietici circondarono una guarnigione ostile a Demjansk, che resistette per quattro mesi grazie a rifornimenti aerei, e si stabilirono a Cholm, Veliž e Velikie Luki.
A sud l'Armata Rossa si arrestò sul fiume Donec a Izjum. Per liberare la città di Char'kov, si ammassarono mezzi per un classico doppio accerchiamento ma, la controffensiva incontrò subito problemi e la tenaglia sovietica nord venne bloccata rapidamente. Quella sud, dopo un'avanzata di circa 100 km, entrò in stallo. Nella tarda primavera del 1942, i sovietici rilanciarono l'offensiva dal saliente di Izjum: l'attacco sembrò un successo e i carri sovietici si lanciarono verso il Dnepr, ignari di essere caduti in una trappola. I tedeschi, infatti, come operazione preliminare al Fall Blau pianificarono la distruzione delle armate di Timošenko (Operazione Fridericus); a tale scopo, avevano ridislocato la 1ª Panzerarmee sulla spalla meridionale dello sfondamento, e proprio la cattura di alcuni prigionieri appartenenti a tale formazione svelò il tranello ai sovietici, ma era troppo tardi.
Il saliente venne tagliato alla base e nella conseguente sacca il maresciallo Timošenko perse 200 000 uomini e due terzi dei suoi carri, fatto che indebolì gravemente i sovietici in quella parte cruciale del fronte che avrebbe dovuto sostenere l'urto iniziale dell'Operazione Blu. Furono eseguiti anche degli sbarchi anfibi in Crimea contro l'XI Armata di Erich von Manstein nella zona di Kerč' e di Feodosia, che però vennero facilmente respinti dopo aver compiuto solo progressi limitati.

### Don, Volga e Caucaso: estate 1942

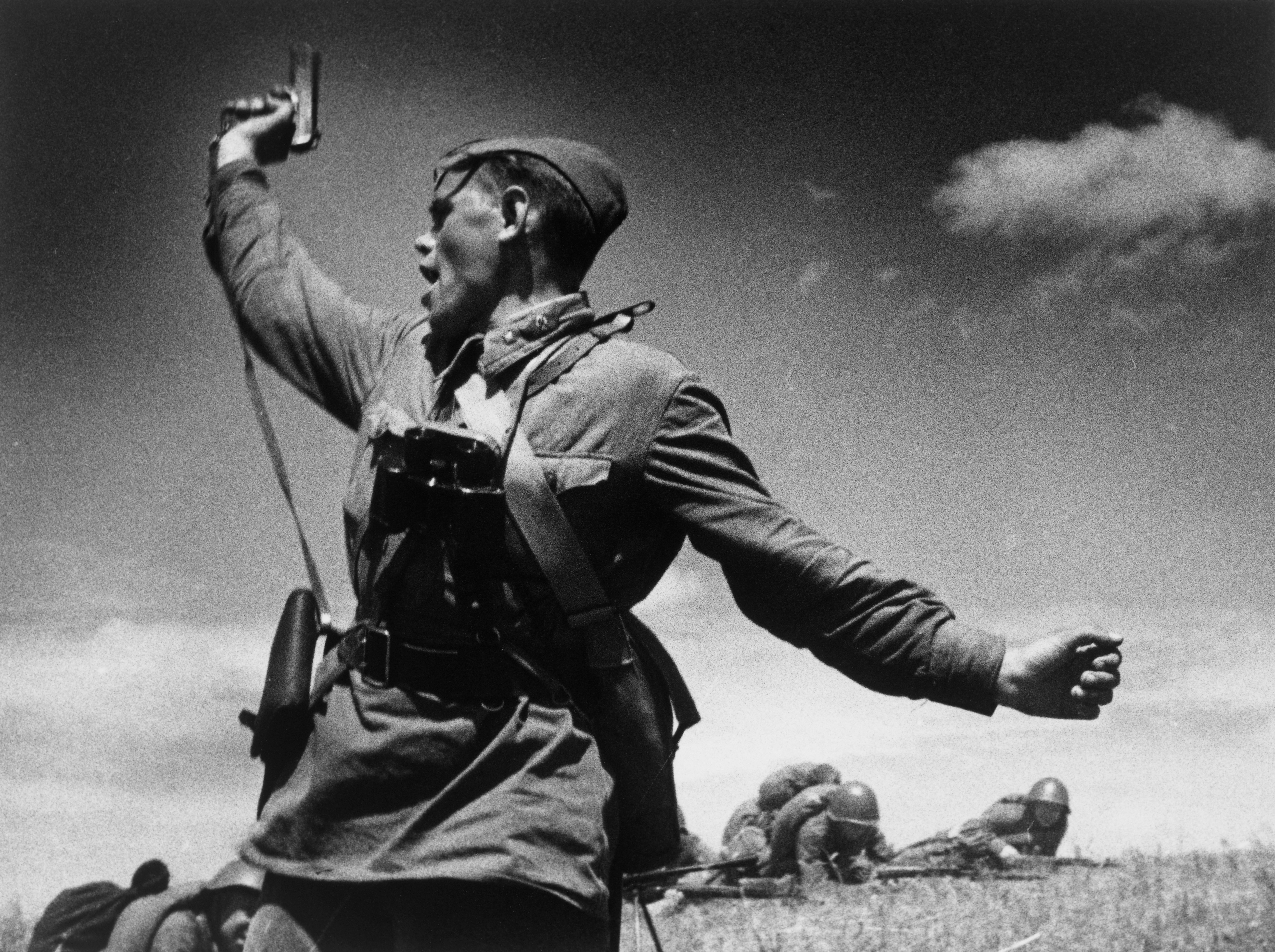
Il commissario politico sovietico Oleksij Jeremenko in battaglia nel Donbass

Nonostante fossero stati redatti dei piani per attaccare nuovamente Mosca, l'offensiva riprese in un'altra direzione il 28 giugno 1942. Il raggruppamento meridionale tedesco prese l'iniziativa con la battaglia di Voronež, e quindi seguendo il fiume Don verso sud-est. Il piano consisteva nel dapprima rendere sicuri il Don e il Volga e quindi penetrare nel Caucaso in direzione dei pozzi petroliferi, ma alcune considerazioni e la sua stessa vanità fecero cambiare idea a Hitler. Egli infatti ordinò di eseguire le due fasi dell'operazione simultaneamente; Rostov fu ripresa il 24 luglio, quindi il gruppo si diresse verso sud, verso Majkop. Fu eseguita l'Operazione Shamil, un gruppo di membri del Brandenburger, truppe speciali simili ai commando britannici, travestiti da membri del NKVD destabilizzarono le difese di Majkop permettendo alla 1. Panzer-Armee di entrare nella città con facilità.

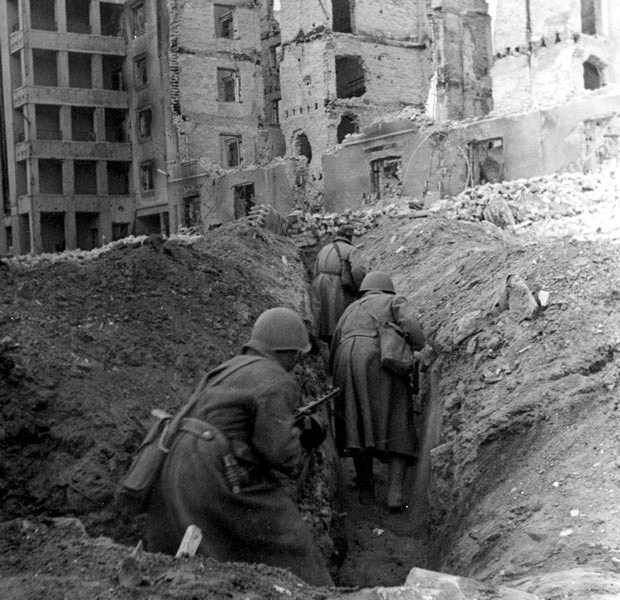
Soldati della 62ª Armata sovietica in azione nelle rovine di Stalingrado.

Nel frattempo la 6ª Armata si stava dirigendo verso Stalingrado, non supportata dai panzer della 4. Panzer-Armee che erano stati deviati per aiutare la 1. Panzer-Armee ad attraversare il Don. Mentre la 4ª Armata panzer riprendeva l'offensiva contro Stalingrado, la resistenza sovietica (consistente nella 62ª Armata comandata da Vasilij Ivanovič Čujkov) si era rafforzata. Dopo avere attraversato il Don le truppe tedesche raggiunsero il Volga il 23 agosto, ma nei mesi successivi la Wehrmacht sarebbe stata impegnata in un'estenuante battaglia casa per casa per conquistare Stalingrado.
In direzione sud la 1ª Armata panzer aveva raggiunto le colline caucasiche e il fiume Malka. Alla fine di agosto la 3ª e la 4ª Armata rumena vengono riposizionate sul Don, ai lati della testa di ponte tedesca presso Stalingrado per alleggerire le forze tedesche e permettere loro una maggiore concentrazione nella città. A causa dei continui antagonismi tra Ungheria e Romania per la Transilvania, fra le truppe rumene e quelle magiare venne posizionata l'8ª Armata italiana. Fra le forze alleate dell'Asse erano presenti anche un contingente slovacco e uno croato, aggregati alle forze tedesche.
L'avanzata nel Caucaso si impantanò, poiché i tedeschi non erano in grado di raggiungere Malgobek e l'ambito obiettivo di Groznyj. Cambiarono direzione della loro avanzata, attraversando la Malka alla fine di ottobre ed entrando nell'Ossezia del Nord. Nelle prime settimane di novembre, alla periferia di Ordžonikidze, la 13. Panzer-Division fu sbaragliata e le truppe tedesche furono costrette a ritirarsi. L'offensiva in Russia era finita.

### Stalingrado: inverno 1942-1943

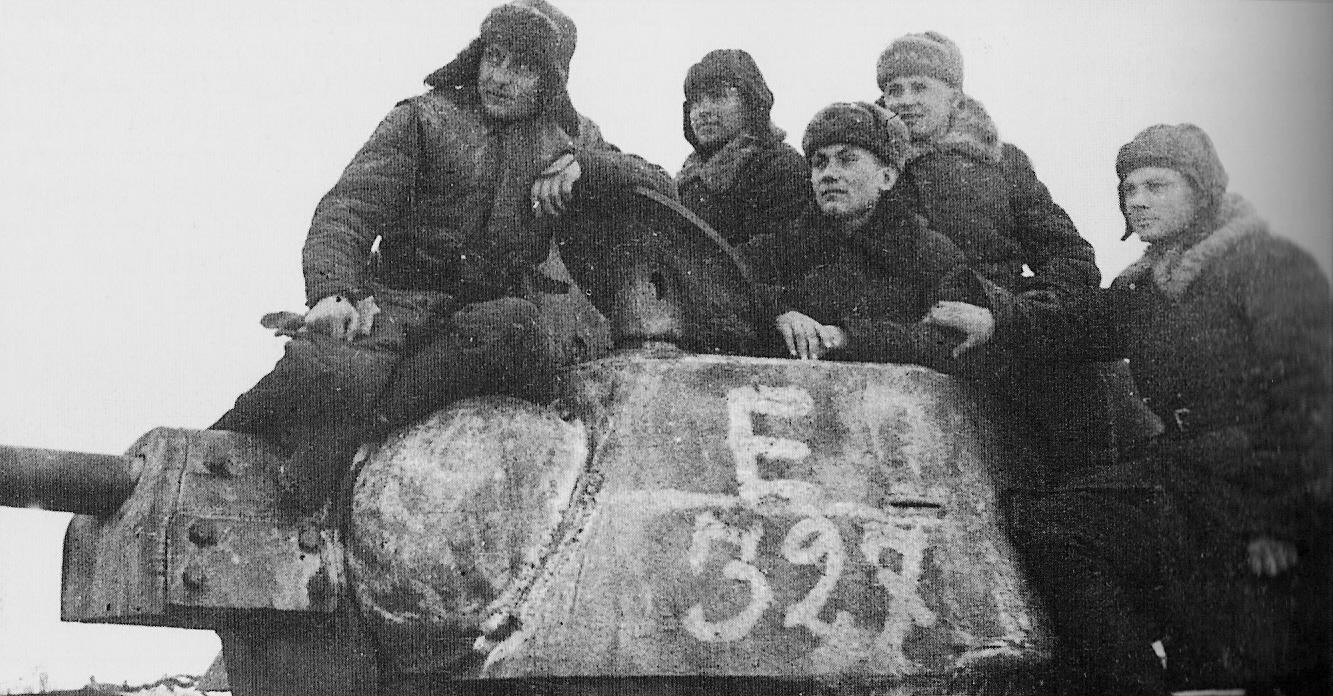
Carro armato sovietico T-34 in marcia durante i giorni dell'operazione Urano.

Mentre la 6ª Armata tedesca e la 4ª Armata corazzata combattevano l'estenuante, sanguinosa e drammatica battaglia nelle rovine di Stalingrado contro la disperata e inesauribile difesa della 62ª Armata sovietica, Stalin e l'Alto comando sovietico (in particolare i generali Aleksandr Vasilevskij e Georgij Žukov) organizzarono una controffensiva decisiva per ribaltare l'equilibrio strategico complessivo e distruggere il raggruppamento dell'Asse nella regione del Volga e del Caucaso. Per due mesi vennero radunate di nascosto (Hitler e i generali tedeschi, consapevoli dei pericoli della situazione, sottovalutarono le possibilità operative offensive dei sovietici) potenti forze di artiglieria e fanteria e numerosi corpi corazzati e meccanizzati (4 corpi corazzati e 3 corpi meccanizzati con circa 1500 carri armati) sui deboli fianchi (tenuti prevalentemente dalle mediocri divisioni rumene a corto di armi anticarro e dal fragile morale) del gruppo di forze tedesco impegnato nella regione di Stalingrado.
Lungo il corso del Don (sfruttando le teste di ponte di Serafimovič e Kletskaja) vennero ammassati il fronte Sud-Ovest del generale Nikolaj Vatutin e il fronte del Don del generale Konstantin Rokossovskij; a sud della città, il fronte di Stalingrado del generale Andrej Erëmenko costituì una nuova massa offensiva per marciare (con manovra a tenaglia) incontro al raggruppamento settentrionale. Fu da questa posizione che incominciò, il 19 novembre 1942 l'Operazione Urano: i fronti sovietici travolsero i rumeni dopo una dura lotta iniziale, dopo lo sfondamento i corpi meccanizzati sovietici (5ª Armata carri, 4º Corpo carri e 3º Corpo di cavalleria della Guardia) si spinsero in profondità avanzando a grande velocità e seminando il panico nelle retrovie tedesco-rumene; respinsero quindi i tentativi di contrattacco delle modeste riserve corazzate tedesche. Per la prima volta nella guerra i reparti corazzati dell'Armata Rossa batterono in campo aperto le Panzer-Division tedesche; il 19 e il 20 novembre furono sconfitte le due formazioni corazzate del 48º Panzerkorps e quindi il 21, 22 e 23 novembre i carristi sovietici costrinsero alla ritirata anche le tre deboli Panzer-Division del 14º Panzerkorps, accorse a occidente del fiume Don per cercare di fermare l'avanzata nemica.
I corpi meccanizzati sovietici fin dal 22 novembre attraversarono di sorpresa il Don a Kalač e, il giorno dopo, il 23 novembre, i carri armati del generale Vatutin (26º Corpo carri e 4º Corpo carri) si incontrarono tra grandi scene di gioia con le colonne del 4º Corpo meccanizzato sovietico provenienti da sud (fronte di Erëmenko) nella zona di Sovetskij-Marinovka, intrappolando i 300 000 soldati della 6ª Armata del generale Friedrich Paulus rimasti bloccati a est del Don nell'area di Stalingrado.
In quattro giorni, quest'audace "corsa meccanizzata" aveva deciso le sorti della cruciale battaglia di Stalingrado e forse dell'intera "Grande Guerra Patriottica". Il 25 novembre fu lanciata anche un'altra offensiva, chiamata Operazione Marte, lungo il settore di Ržev, per avanzare verso Smolensk, ma fu un fallimento (ancora oggi non è chiaro se si trattò di una semplice attacco diversivo sovietico o di una vera offensiva con scopi strategici altrettanto importanti dell'Operazione Urano).

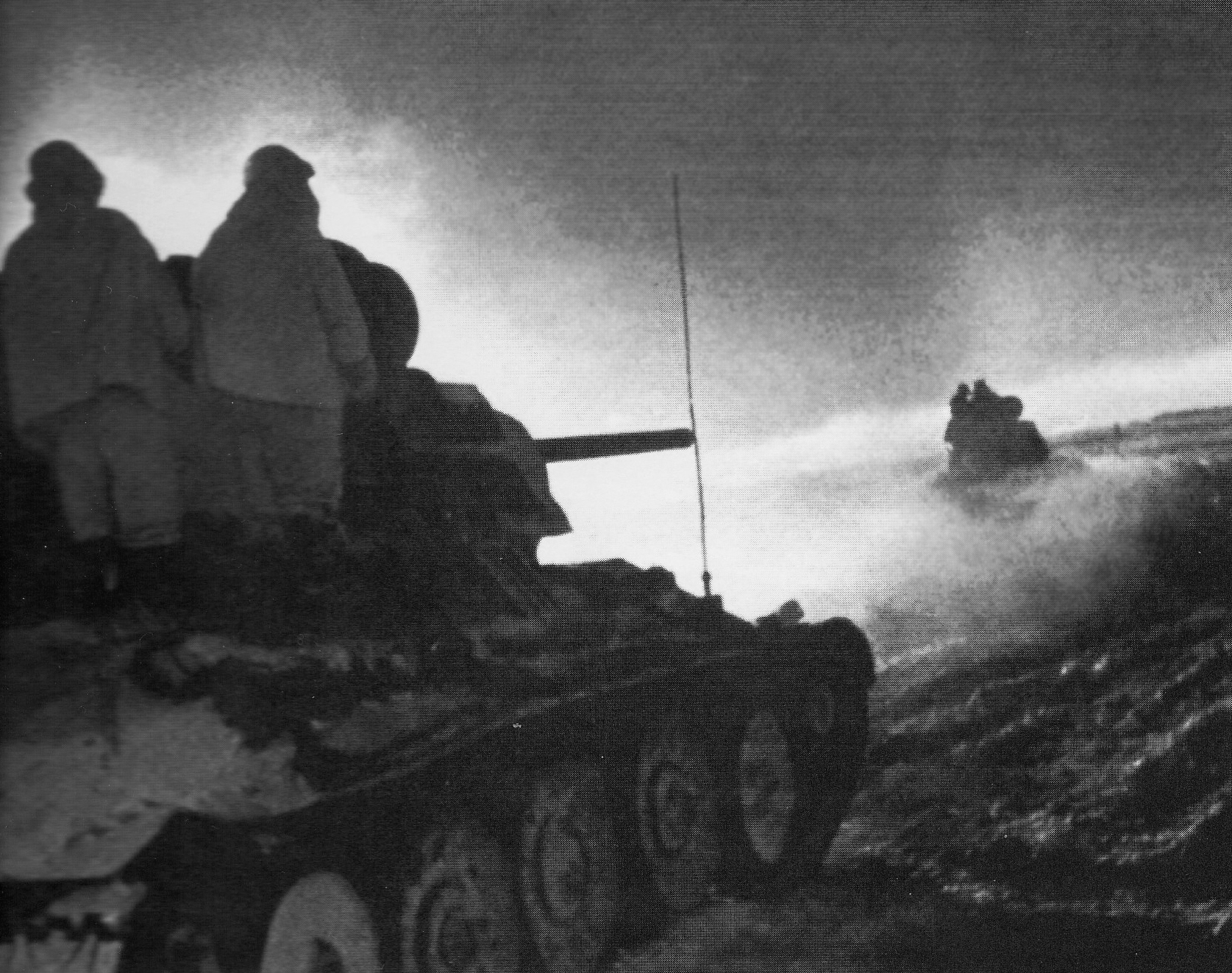
Le colonne corazzate sovietiche in marcia nella steppa innevata.

Hitler, deciso a mantenere le posizioni a Stalingrado per motivi strategici ma anche di prestigio personale, affidò all'abile feldmaresciallo Erich von Manstein il compito di ristabilire la situazione e sbloccare gli accerchiati a Stalingrado, ma l'offensiva non incominciò prima del 12 dicembre, quando la 6ª Armata a Stalingrado era già troppo debole per agire efficacemente. L'Operazione Tempesta Invernale, con il movimento di tre Panzer-Division da Kotel'nikovo in direzione della sacca, venne bloccata dalla tenace resistenza sovietica (opportunamente rinforzata da Stalin e Vasilevskij) a 65 km dal suo obiettivo.
Inoltre, per attirare le riserve tedesche e minacciare le retrovie di tutto lo schieramento dell'Asse nel settore meridionale, i sovietici sferrarono una nuova potente offensiva sul Medio Don lungo il settore tenuto dagli italiani (malamente armati e equipaggiati), al fine di cogliere alle spalle le forze nemiche. Con questa manovra, iniziata il 16 dicembre e chiamata Operazione Piccolo Saturno, l'Armata Rossa (con l'impiego di 1 000 carri armati) travolse dopo due giorni di lotta il fronte dell'8ª Armata italiana e accerchiò le truppe, le quali furono costrette a una rovinosa ritirata a piedi nella neve per cercare di uscire dalla sacca d'accerchiamento. Le perdite italiane furono molto pesanti, poiché si parla di circa 100 000 morti, feriti, dispersi e catturati.
Il Corpo Alpino venne attaccato invece il 12 gennaio 1943 da un nuovo potente raggruppamento corazzato sovietico sull'Alto Don (Offensiva Ostrogorzk-Rossoš). Coinvolti nel crollo del vicino fronte ungherese, anche gli alpini incominciarono a ripiegare in rotta per sfuggire ai carri armati sovietici. La ritirata avrebbe comportato la distruzione di due delle tre divisioni alpine ("Julia" e "Cuneense"); solo i resti della "Tridentina" e altri reparti sbandati riuscirono il 26 gennaio a forzare con una carica lo sbarramento sovietico nel villaggio di Nikolaevka; la steppa russa era disseminata di morti e dispersi tedeschi, rumeni, ungheresi e italiani.
Dopo il crollo del fronte dell'8ª Armata italiana, i carri armati sovietici (24º e 25 °Corpo corazzato) poterono proseguire in profondità, spingendosi audacemente fino agli aeroporti di Tacinskaja e Morozovsk, e distruggere i campi di volo e molti degli aerei tedeschi che venivano utilizzati per rifornire (in quantità assolutamente insufficiente) le truppe a Stalingrado. Di fronte alla catastrofe e al rischio di un crollo generale del fronte meridionale, Hitler e l'Alto comando tedesco dovettero rinunciare al tentativo di salvataggio delle truppe accerchiate a Stalingrado (ormai molto indebolite dai combattimenti, dal freddo e dalla scarsità di rifornimenti) e incominciare anche il ripiegamento dal Caucaso (30 dicembre).
Il 2 febbraio 1943, dopo un'ultima disperata battaglia (incominciata il 10 gennaio 1943), i 90 000 sopravvissuti dei 300 000 uomini della 6ª Armata tedesca a Stalingrado comandata dal generale Paulus si arresero. Nel frattempo era stato sbaragliato dall'offensiva sovietica anche il contingente ungherese (offensiva del 12 gennaio 1943), mentre il raggruppamento del Caucaso, grazie anche alla abile e tenace condotta del generale von Kleist, riuscì a sfuggire attraverso Rostov (liberata dai sovietici il 14 febbraio). Complessivamente dal 19 novembre 1942 al 2 febbraio 1943, l'Armata Rossa distrusse quasi 70 divisioni dell'Asse (circa 30 tedesche, 15 rumene, 10 italiane e 10 ungheresi), per un totale di oltre 1 milione di soldati (tra cui quasi 400 000 prigionieri), grandi quantità di equipaggiamenti furono distrutti (2 000 carri armati e 800 aerei); anche le perdite sovietiche in questa fase offensiva e vittoriosa della campagna furono molto pesanti: oltre 600 000 morti, feriti e dispersi e circa 4 000 carri armati.
La guerra sul fronte orientale aveva subito una svolta decisiva, poiché l'Armata Rossa, in grande crescita numerica, qualitativa e organizzativa, stava prendendo il sopravvento; per la Wehrmacht ormai si sarebbe trattato di sopravvivere più che di vincere
I sovietici avanzarono dal Don per 500 km a ovest di Stalingrado, attraverso Kursk, presa l'8 febbraio 1943, e Char'kov, espugnata il 16 febbraio dello stesso anno. Per arrestare l'avanzata russa a sud, i comandi tedeschi presero la decisione di abbandonare il saliente di Ržev, per avere una maggiore disponibilità di truppe da impiegare nell'Ucraina orientale. La controffensiva, guidata dal feldmaresciallo Erich von Manstein, e rafforzata dal II SS Panzerkorps appena giunto a pieni organici dalla Francia, incominciò il 20 febbraio 1943. Da Poltava, le truppe tedesche avanzarono nuovamente verso est, riprendendo Char'kov la terza settimana di marzo. L'offensiva tedesca si fermò con il disgelo primaverile, lasciando una zona avanzata rispetto alla linea del fronte in prossimità di Kursk in mano sovietica.

## Operazioni 1943-1945

### Kursk: estate 1943
Dopo il fallito tentativo di prendere Stalingrado, Hitler ridiede l'incarico di progettare la fase successiva della campagna all'alto comando dell'Esercito e nominò Heinz Guderian ispettore delle truppe Panzer. Hitler era ansioso di eliminare il saliente russo presso Kursk anche perché sapeva che le posizioni sovietiche nei sei mesi precedenti erano state rafforzate con cannoni anticarro, ostacoli, campi minati, barriere di filo spinato, trincee e bunker. Lo scopo di questa operazione era quello di allontanare i sovietici per permettere alle truppe tedesche di concentrarsi sulla minaccia degli Alleati sul fronte occidentale. L'avanzata sarebbe stata eseguita dal saliente di Orël, a nord di Kursk, e da Belgorod, a sud. I due gruppi dovevano convergere a Tim, riposizionandosi così sulle stesse linee tenute dalla Formazione sud nell'inverno 1941-42.

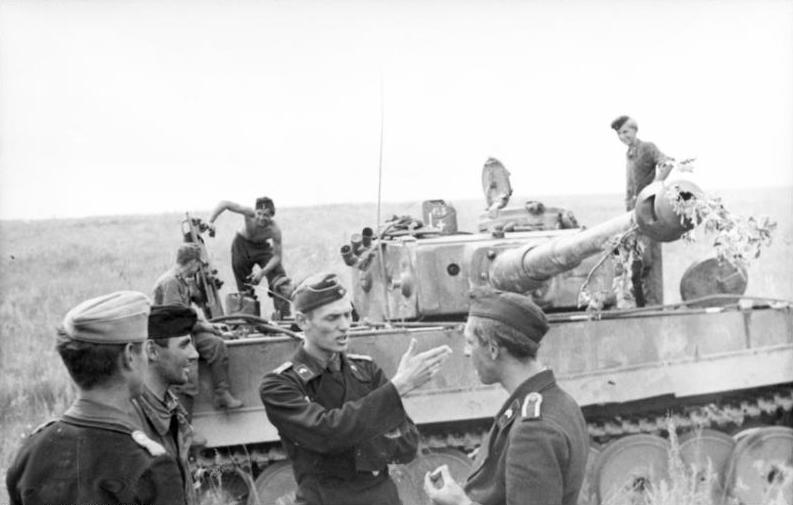
Equipaggi di carri tedeschi Panzer VI Tiger I durante la campagna dell'estate 1943 sul fronte orientale.

Nonostante i tedeschi avessero calcolato che le massicce risorse umane dell'Armata Rossa si erano notevolmente ridotte fra il 1941 e il 1942, i sovietici stavano rinforzandole reclutando uomini delle regioni riconquistate nell'inverno del 1942, i tedeschi inoltre stimavano un numero esiguo di carri armati sovietici.
Sotto la pressione dei suoi generali Hitler accettò l'offensiva su Kursk, non sapendo che le informazioni fornite dall'Abwehr sulle posizioni sovietiche erano state compromesse da operazioni di disinformazione orchestrate dai quartieri generali sovietici e da azioni di controspionaggio compiute da un circolo di spie in Svizzera. I tedeschi incominciarono la campagna dopo mesi di attesa per essere riequipaggiati con nuovi carri armati, periodo nel quale i sovietici avevano ulteriormente rinforzato le loro posizioni spostando numerosi pezzi di artiglieria.
A nord l'intera 9ª Armata era stata spostata da Ržev al saliente di Orël per avanzare da Maloarchangel'sk a Kursk. Tuttavia, l'armata non riuscì nemmeno a oltrepassare il primo obiettivo dell'avanzata, a Ol'chovatka, a soli 8 km dal punto di partenza. La 9ª Armata infranse la propria testa di ponte contro i campi minati sovietici: la cosa frustrante era che l'altura dove si trovavano era l'unica barriera naturale tra loro e la pianura circostante Kursk. La direzione dell'avanzata fu cambiata verso Ponyri, a ovest di Ol'chovatka, ma la 9ª Armata non poté penetrare nemmeno lì e si ritirò in posizione difensiva. I sovietici penetrarono attraverso le linee tedesche il 12 luglio, inserendosi tra la 211ª e la 293ª Divisione lungo il fiume Žizdra e verso Karačev.
L'offensiva meridionale, guidata dalla 4ª Armata panzer, fece più strada. Avanzando su entrambe le sponde del Donec superiore, lungo uno stretto corridoio, il II SS Panzerkorps e la divisione Großdeutschland si aprirono la via lungo campi minati e oltrepassando alture in direzione di Obojan. Una forte resistenza causò un cambio di direzione da est verso ovest, i carri armati riuscirono a inoltrarsi per 25 km prima di incontrare i carri della 5ª Armata Corazzata Guardie sovietica, appartenente al Fronte della steppa di Ivan Konev, appena fuori dal villaggio di Prochorovka. Il 12 luglio, i circa 300 mezzi del II SS Panzerkorps si scontrarono con i 700 mezzi della 5ª Armata Corazzata Guardie Alla fine del giorno, l'esito dello scontro si trovava in una fase di stallo, i sovietici avevano subito pesanti perdite, ma l'avanzata tedesca era stata bloccata. Preoccupato dallo sbarco alleato in Sicilia avvenuto il 10 luglio, Hitler ritirò il II SS Panzerkorps dal settore meridionale del saliente di Kursk, ponendo fine all'operazione "Zitadelle".
Gran parte dei nuovi mezzi corazzati tedeschi, come i carri medi Panther o i cacciacarri Ferdinand, erano stati immessi in servizio senza i previsti collaudi, con i problemi di affidabilità che ne derivarono, con equipaggi non addestrati al loro uso. I Ferdinand, nonostante fossero dotati di un cannone da 88 mm estremamente efficace, non erano provvisti di mitragliatrici per difendersi dalla fanteria e una volta penetrati nelle linee nemiche furono rapidamente messi fuori uso da attacchi ravvicinati con bombe molotov e mine magnetiche, mentre piccole postazioni contenenti soldati e nidi di mitragliatrici o mortai, assicuravano che la fanteria della Wehrmacht non riuscisse a difendere i carri armati. L'operazione "Zitadelle" fu l'ultima offensiva strategica lanciata dalla Wehrmacht sul fronte orientale, da quel momento l'iniziativa passò definitivamente nelle mani dell'Armata Rossa e l'esercito tedesco si ritrovò a combattere una disperata guerra difensiva contro la marea montante delle offensive dei sovietici.

### Ucraina: autunno 1943 e inverno 1944
Le forze sovietiche avanzarono nel saliente tedesco di Orël. La deviazione della divisione Grossdeutschland da Belgorod a Karačev non poté arrestare l'avanzata, e fu presa la decisione strategica di abbandonare Orël (presa dall'Armata Rossa il 5 agosto 1943) e ripiegare sulla linea Hagen di fronte a Brjansk.
A sud le potenti forze sovietiche dei generali Vatutin e Konev (quasi 1 milione di uomini e 2500 carri armati) sfondarono (dal 3 agosto) le posizioni del Gruppo d'armate Sud nella regione di Belgorod e si diressero nuovamente verso Char'kov. Nonostante i continui ed efficaci contrattacchi delle Panzerdivisionen e delle Waffen-SS, accorse da altri fronti per difendere ancora Char'kov, le forze corazzate dell'Armata Rossa (1ª e 5ª Armata corazzata della Guardia), molto superiori di numero e coraggiosamente ostinate nell'offensiva (a prezzo di perdite gravissime), finirono per esaurire le risorse dei panzer. Dopo le furiose battaglie di carri di Bogoduchov e Achtyrka, combattute dai carri armati di Vatutin contro i panzer del generale Hoth, le armate del generale Konev riuscirono ad avanzare su Char'kov ormai in situazione disperata. Char'kov venne evacuata per l'ultima volta il 22 agosto per evitare un nuovo accerchiamento. L'Armata Rossa liberava definitivamente la grande città ucraina.

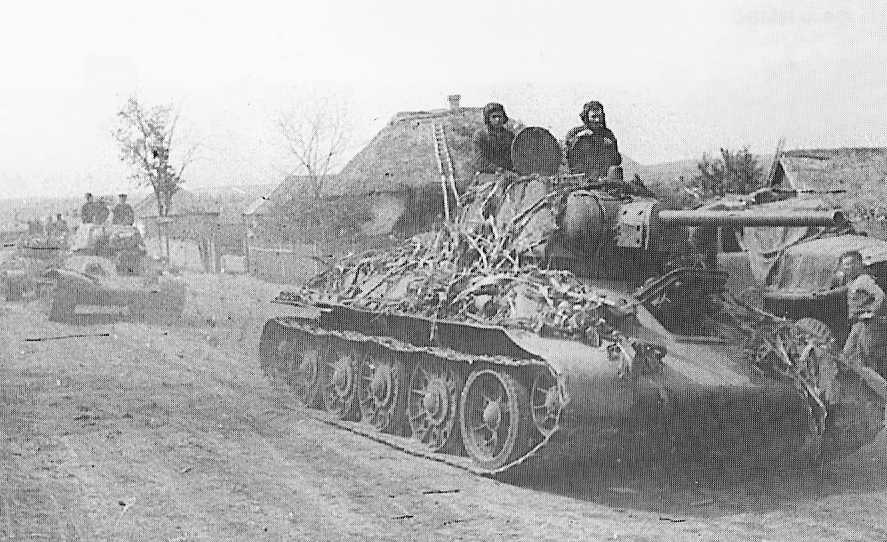
Carri armati sovietici in avanzata verso Orël durante l'operazione Kutuzov.

Le forze tedesche sul Mius, composte dalla 1ª Armata panzer e dalla ricostituita 6ª Armata, in agosto erano troppo deboli per sostenere un attacco sovietico, che, si verificò, costringendole a ripiegare lungo la regione industriale del bacino carbonifero del Donec fino al Dnepr, perdendo così le risorse industriali e agricole che avevano motivato l'invasione nazista dell'Unione Sovietica. Hitler aveva programmato una ritirata generale lungo la linea del Dnepr, e la realizzazione di quello che sarebbe dovuto diventare l'Ostwall, una linea difensiva simile al Westwall lungo il fronte occidentale.
Purtroppo per i teutonici tale fortificazione non era ancora stata costruita, e mentre il Gruppo d'armate "Sud" evacuava l'Ucraina orientale e attraversava il fiume Dnepr a settembre, i sovietici erano già alle sue spalle. Tenacemente, piccole unità si aprivano la strada lungo il fiume largo 3 km stabilendo teste di ponte. Un secondo tentativo sovietico di conquistare terreno utilizzando paracadutisti a Kaniv il 24 settembre si rivelò sfortunato, come quello a Dorogobuž diciotto mesi prima, le truppe furono subito respinte anche se nel frattempo grazie alla copertura da loro fornita l'Armata Rossa penetrò attraverso il Dnepr.
A ottobre, i tedeschi non riuscivano più a mantenere le posizioni lungo il Dnepr perché le teste di ponte nemiche continuavano ad aumentare; incominciarono così a cadere le città situate lungo la linea; la prima fu Zaporož'e (in ucraino Zaporižžja?), seguita da Dnepropetrovsk (in ucraino Dnipropetrovs'k?). Nel gennaio 1944, sette divisioni tedesche intrappolate vicino a Korsun' vennero praticamente distrutte durante una nuova terribile battaglia invernale.
A marzo, l'Armata Rossa riprese l'offensiva generale: il maresciallo Žukov avanzò rapidamente verso Proskurov, Tarnopol (in ucraino Ternopil'?) e i Carpazi, mentre il maresciallo Konev sferrò la travolgente marcia nel fango che, nonostante il terreno fangoso per il disgelo primaverile, travolse le difese tedesche; le unità corazzate sovietiche avanzarono per quasi 400 km e raggiunsero la Romania, dopo aver superato Buh Meridionale, Dnestr, Prut e Siret.
A questo punto, venti divisioni tedesche furono circondate nella sacca di Kamenec-Podol'skij (in ucraino Kam'janec'-Podil's'kyj?) dalle armate corazzate dei marescialli Žukov e Konev, ma il generale Hans-Valentin Hube riuscì a ripiegare per centinaia di km e a sfuggire infine dalla trappola, ricongiungendosi al grosso dell'Esercito tedesco. I sovietici si erano lasciati sfuggire una grande occasione, ma tuttavia l'offensiva invernale russa aveva conseguito grandi successi e liberato completamente l'Ucraina, fino a raggiungere la Romania e la Polonia orientale.
A nord, il Gruppo d'armate "Centro" fu lentamente respinto dalla linea Hagen, perdendo relativamente poco terreno ma cedendo Brjansk e la più importante Smolensk, il 25 settembre. La città era la chiave di volta dell'intero sistema difensivo tedesco, ma la 4ª, la 9ª e la 3ª armata panzer tenevano ancora la parte superiore del Dnepr. Lungo il fronte tenuto dal Gruppo d'armate "Nord" non ci fu quasi nessun combattimento sino al gennaio 1944 quando Novgorod fu riconquistata; a febbraio l'Armata Rossa raggiunse l'Estonia.
A sud, i sovietici raggiunsero il confine rumeno a marzo, Odessa fu presa ad aprile e infine Sebastopoli a maggio.

### Bielorussia: estate 1944
Sul fronte centrale, un massiccio attacco sovietico, chiamato operazione Bagration, incominciò il 22 giugno 1944, portando alla distruzione del Gruppo d'armate tedesco "Centro". I tedeschi avevano trasferito un numero limitato di unità in Francia per fare fronte allo sbarco in Normandia, avvenuto due settimane prima. Più di 120 divisioni sovietiche sfondarono le linee tedesche.
I sovietici avevano conseguito un rapporto di dieci a uno per quanto riguarda i carri armati e di sette a uno per gli aerei rispetto ai tedeschi. Al momento dell'attacco il vantaggio numerico e qualitativo dell'Armata Rossa era soverchiante: più di 2,5 milioni di soldati sovietici si mossero contro il Gruppo d'armate "Centro", che poteva contare su meno di 800 000 uomini. Le forze tedesche furono disintegrate, la capitale della Bielorussia, Minsk, fu presa il 3 luglio, con la cattura di 50 000 tedeschi. Dieci giorni dopo i sovietici raggiunsero il confine polacco precedente al conflitto. La rapida progressione tagliò fuori e isolò le unità del Gruppo d'armate "Nord" che stavano combattendo in Curlandia. L'operazione Bagration fu una delle più vaste della guerra e costò all'Armata Rossa 765815 morti, dispersi e feriti oltre a 2957 carri armati e cannoni, i tedeschi contarono circa 445 000 perdite, tra cui oltre 100 000 prigionieri.

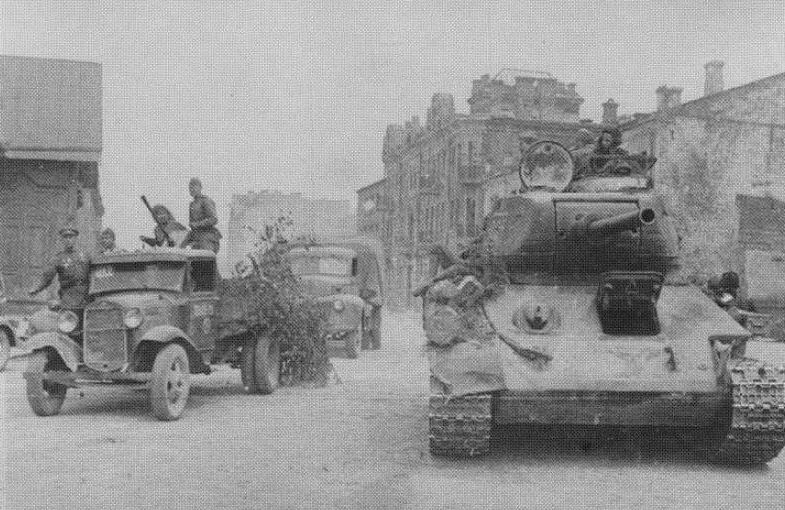
Unità motorizzate dell'Armata Rossa e un carro armato T-34/85 del 2º Corpo carri della Guardia entrano a Minsk durante l'operazione Bagration.

L'offensiva Leopoli-Sandomierz fu lanciata il 13 luglio 1944; le forze tedesche furono rapidamente espulse dall'Ucraina occidentale. L'avanzata sovietica a sud continuò in Romania e, in seguito a un colpo di Stato contro il governo rumeno alleato con l'Asse il 23 agosto, l'Armata Rossa occupò Bucarest il 31 agosto. A Mosca il 12 settembre, la Romania e l'Unione Sovietica firmarono un armistizio su condizioni dettate da Mosca. La resa della Romania creò un varco nel fronte meridionale che causò ai tedeschi la perdita di tutti i Balcani.
In Polonia, mentre l'Armata Rossa si avvicinava, l'Armia Krajowa lanciò la Operazione Tempesta. Durante l'insurrezione di Varsavia, l'esercito sovietico si fermò sulla Vistola, impossibilitato a proseguire l'avanzata dopo la inattesa battuta d'arresto subita di fronte alla capitale polacca, sulla riva destra del fiume, contro alcune Panzer-Division tedesche, ma soprattutto riluttante a venire in soccorso alla resistenza polacca per motivi politici. Un tentativo della 1ª Armata polacca, creata dai sovietici, di prendere la città, non supportato dall'Armata Rossa, fu respinto a settembre con pesanti perdite. Nei territori occupati dai sovietici unità dell'NKVD internarono o giustiziarono soldati e ufficiali polacchi che non volevano unirsi all'Armata Rossa.
In Slovacchia, la rivolta incominciò con scontri tra le forze della Wehrmacht e truppe ribelli slovacche nella città di Banská Bystrica; durò da agosto a ottobre 1944.
L'8 settembre 1944 l'Armata Rossa sferrò un attacco sul passo di Dukla, sulla frontiera tra Slovacchia e Polonia. Due mesi più tardi i russi vinsero la battaglia e entrarono in Slovacchia, il numero delle perdite fu ingente: 85 000 soldati sovietici e diverse migliaia di tedeschi, slovacchi e cechi morirono nello scontro.

### Europa orientale: gennaio-marzo 1945
I sovietici entrarono a Varsavia nel gennaio 1945 solo dopo che la città fu distrutta e abbandonata dai tedeschi. In tre giorni, su un largo fronte, con quattro gruppi di armate, l'Armata Rossa incominciò un'offensiva oltre il fiume Narew e Varsavia. I sovietici avevano un vantaggio sulla fanteria tedesca di nove a uno e sui carri armati di dieci a uno. Dopo quattro giorni l'Armata Rossa sfondò e incominciò ad avanzare da trenta a quaranta chilometri al giorno, prendendo i Paesi Baltici, Danzica, la Prussia Orientale e Poznań, fermandosi lungo il fiume Oder, 60 km a est di Berlino. In questa operazione durata 23 giorni i sovietici persero 194 000 soldati tra morti e feriti e 1 267 fra carri armati e cannoni.

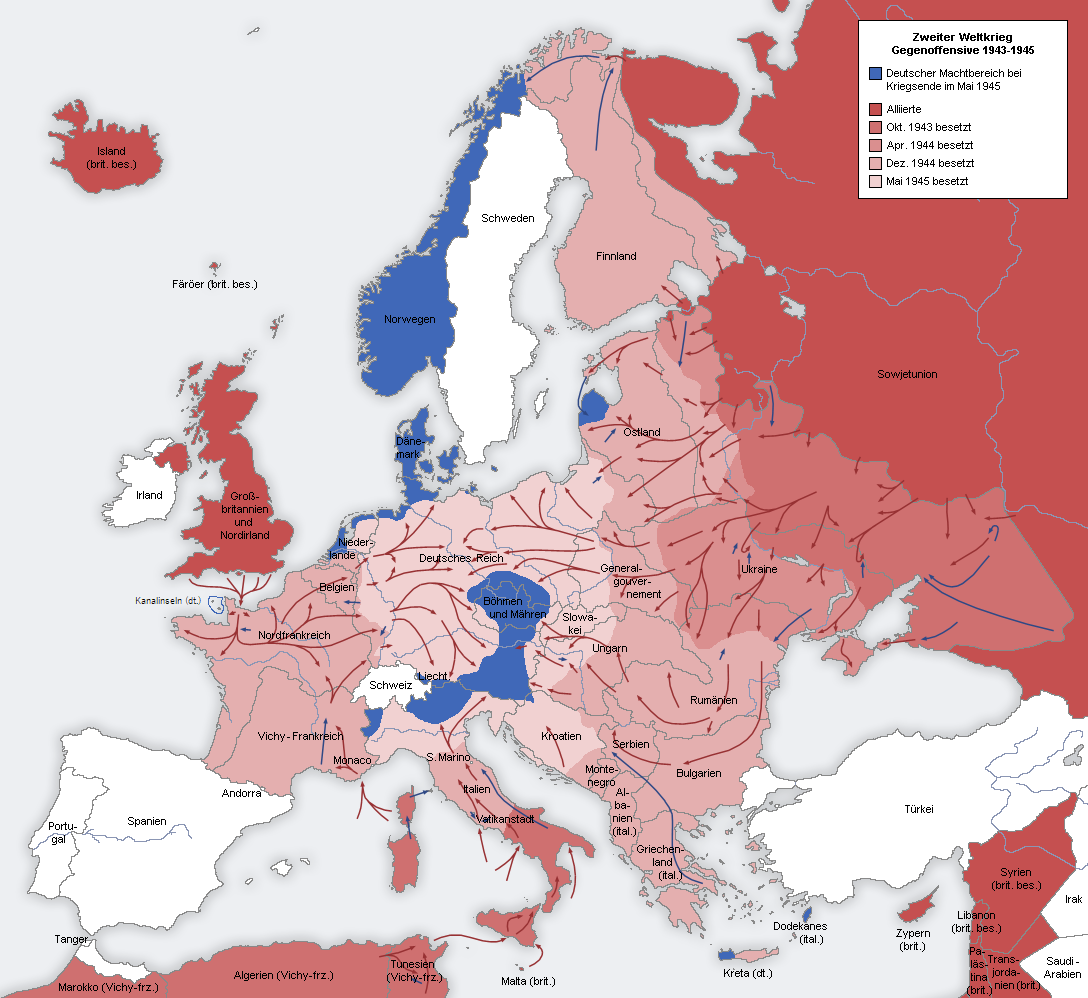
La convergenza delle armate alleate verso la Germania.

Il 25 gennaio 1945, Hitler rinominò i tre gruppi d'armate: quello "Nord" diventò il Gruppo d'armate Curlandia; quello "Centro" divenne il Gruppo d'armate "Nord" e il Gruppo d'armate "A" divenne Gruppo d'armate "Centro". Il nuovo Gruppo d'armate "Nord" (ex "Centro") fu intrappolato in una sacca che diventava sempre più piccola nella zona di Königsberg, nella Prussia Orientale.
Un contrattacco del nuovo Gruppo d'armate "Vistola", guidato dal Reichsführer delle SS Heinrich Himmler, fallì il 24 febbraio, e i sovietici presero la Pomerania liberando così la sponda destra dell'Oder. A sud tre tentativi tedeschi di soccorrere Budapest, che era circondata, non ebbero successo e la città cadde il 13 febbraio in mano ai sovietici. I tedeschi contrattaccarono nuovamente, Hitler insisteva nell'impossibile obiettivo di riguadagnare il Danubio. Il 16 marzo l'Armata Rossa contrattaccò e il 30 marzo entrò in Austria e prese Vienna il 13 aprile.
Il 9 aprile 1945, Königsberg cedette infine all'Armata Rossa, nonostante resti sparsi del Gruppo d'armate "Nord" continuassero a resistere sulla costa a Heiligenbeil e Danzica fino alla fine della guerra. La conquista della Prussia Orientale, anche se spesso oscurata dall'offensiva Vistola-Oder e dalla successiva battaglia di Berlino, fu una delle più vaste e costose in perdite umane fra le operazioni compiute dall'Armata Rossa durante la guerra: in tutta la sua durata (13 gennaio - 25 aprile), i sovietici registrarono 584788 perdite e persero 3525 carri armati e cannoni.
All'inizio di aprile lo Stavka autorizzò il "2º Fronte Bielorusso" del generale Konstantin Rokossovskij a muoversi a ovest verso la sponda orientale dell'Oder. Durante le prime due settimane di aprile i sovietici effettuarono il loro più rapido ridispiegamento di forze della guerra. Il generale Georgij Žukov spostò il suo "1º Fronte Bielorusso" da Francoforte sull'Oder al nord sul Baltico presso le alture di Seelow. Il "2º Fronte Bielorusso" si spostò sulle posizioni lasciate libere dal 1º Fronte Bielorusso a nord delle alture di Seelow. Mentre avveniva questo ridispiegamento si verificarono dei vuoti nelle linee e i resti della 2ª Armata tedesca, che era rimasta intrappolata a Danzica riuscirono a scappare oltre l'Oder. A sud il generale Ivan Konev trasferì il nucleo principale del "1º Fronte Ucraino" dall'Alta Slesia a nord ovest sul fiume Neiße. I tre fronti sovietici contavano complessivamente di 2,5 milioni di uomini (tra i quali 78556 soldati della 1ª Armata polacca), 6250 carri armati, 7500 aerei, 41600 pezzi d'artiglieria e mortai, 3255 lanciarazzi Katjuša su autocarro, e 95383 veicoli a motore (fra cui molti prodotti negli USA).

### Berlino: aprile 1945
Tutto ciò che rimaneva da fare ai sovietici era di lanciare un'offensiva per occupare quella che sarebbe diventata la Germania Est. L'offensiva sovietica aveva due obiettivi. Stalin era sospettoso circa le intenzioni degli Alleati occidentali nei riguardi dei territori da loro occupati che sarebbero ricaduti nella sfera di influenza sovietica nel dopoguerra, quindi l'offensiva doveva essere su un largo fronte e muoversi il più rapidamente possibile per incontrare gli alleati il più a occidente possibile; l'obiettivo primario restava però la presa di Berlino senza la quale l'occupazione della zona non sarebbe potuta essere rapida.

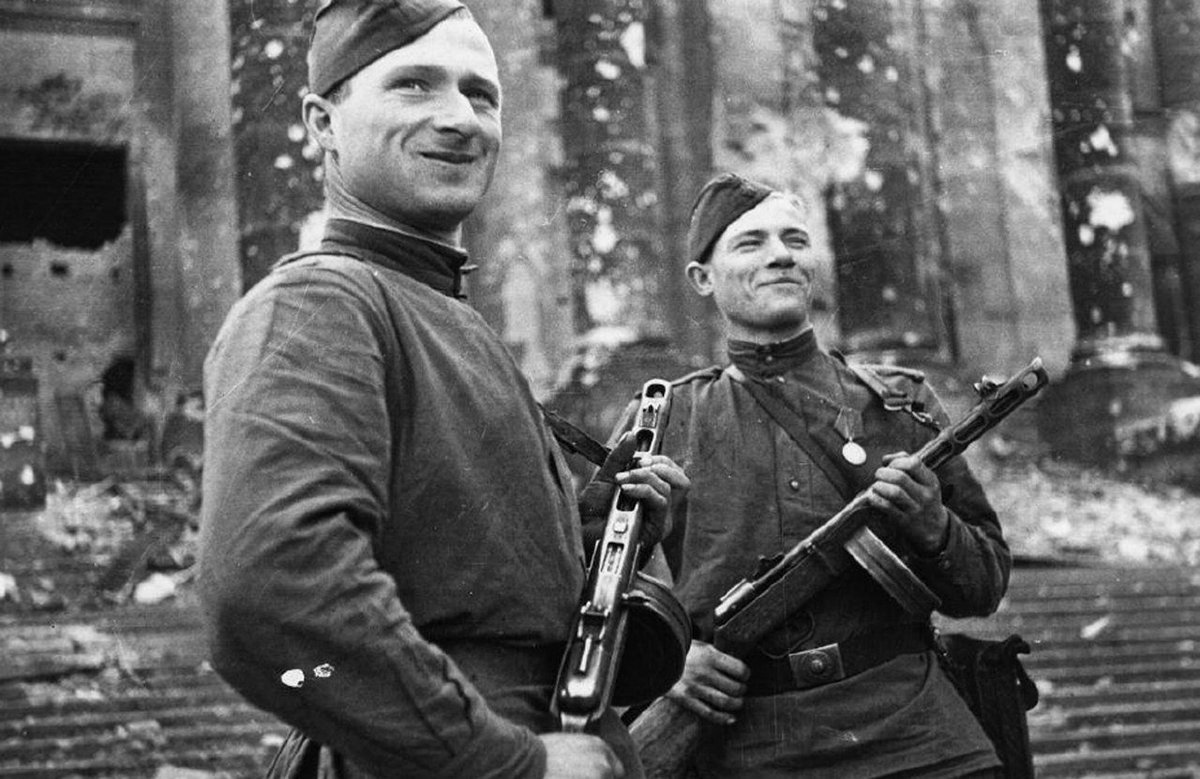
I sergenti Meliton Kantaria e Michail Egorov, posano sorridenti imbracciando i loro fucili mitragliatori PPŠ-41, dopo la conquista del palazzo del Reichstag a Berlino.

L'offensiva per catturare la Germania dell'Est e Berlino incominciò il 16 aprile con un assalto alle linee tedesche lungo i fiumi Oder e Neisse. Dopo molti giorni di intensi combattimenti il 1º Fronte Ucraino e il 1º Fronte Bielorusso penetrarono in più punti attraverso la difesa tedesca e si fecero strada nella Germania orientale. Il 24 aprile elementi dei due Fronti avevano completato l'accerchiamento di Berlino. Il 25 aprile il 2º Fronte Bielorusso sfondò la linea a sud di Stettino, proseguendo a ovest verso la 21ª Armata Britannica e a nord verso il porto di Stralsund. La 58ª Divisione Sovietica delle Guardie si incontrò con la 69ª Divisione di Fanteria della Prima Armata statunitense vicino a Torgau, sul fiume Elba.
Il 30 aprile, l'Armata Rossa si fece strada nel centro di Berlino, Adolf Hitler sposò Eva Braun e poi si suicidò ingerendo del cianuro e sparandosi. Helmuth Weidling, il comandante della difesa di Berlino annunciò la resa della città ai sovietici il 2 maggio. Complessivamente le operazioni a Berlino (dal 16 aprile all'8 maggio) costarono all'Armata Rossa 361367 caduti (tra morti, dispersi e feriti) e 1997 fra carri armati e cannoni; le perdite tedesche in questo periodo sono impossibili da calcolare con certezza.

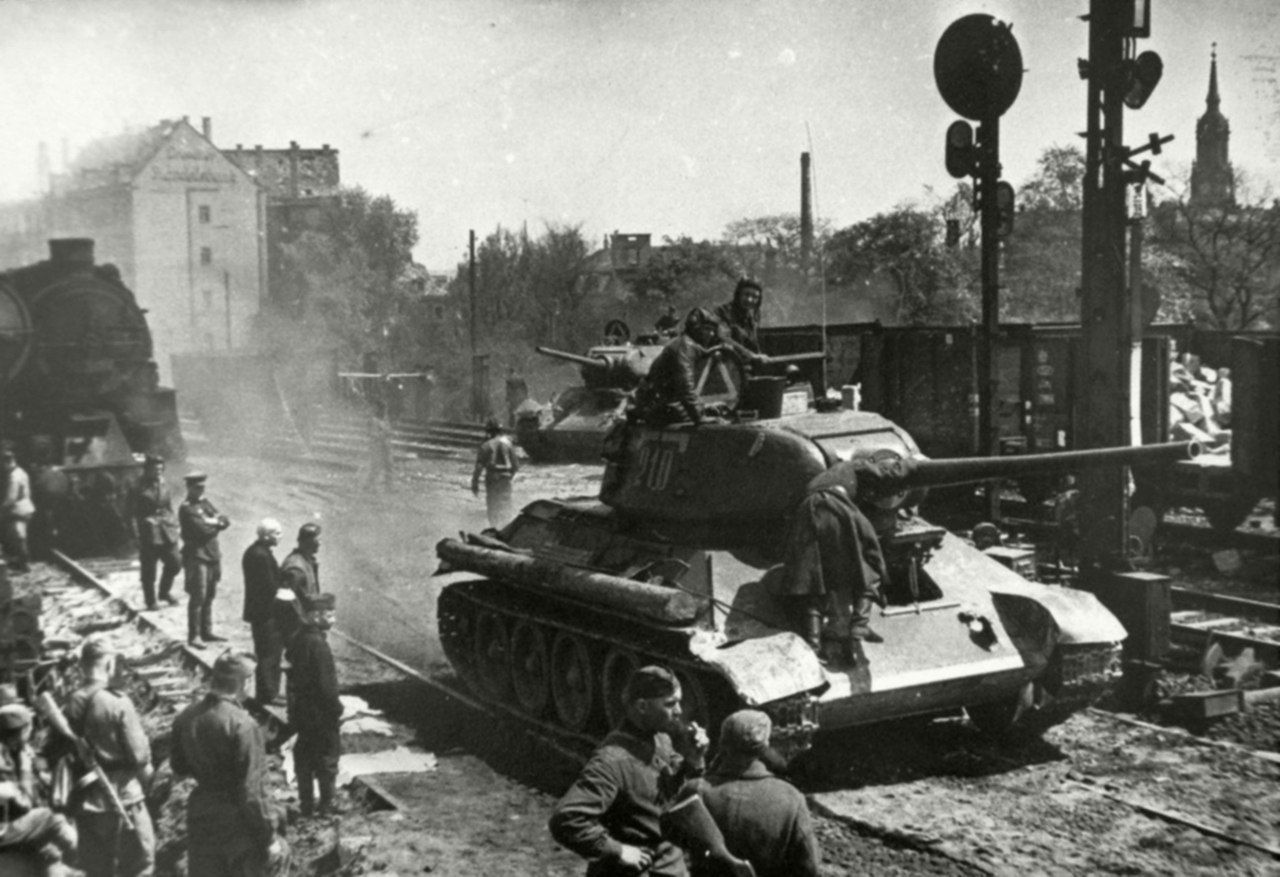
Carri sovietici T-34/85 della 4ª Armata carri della Guardia avanzano verso Dresda e Praga all'inizio di maggio 1945.

Alle 02:41 del 7 maggio 1945, a Reims, al quartier generale supremo delle forze alleate, il generale tedesco Alfred Jodl, vice-capo di stato maggiore dell'alto comando della Wehrmacht firmò la resa incondizionata di tutte le forze tedesche agli Alleati. Tale dichiarazione affermava che "tutte le forze sotto controllo tedesco cesseranno tutte le operazioni in corso alle ore 23:01 dell'8 maggio 1945".
Il giorno successivo, 8 maggio 1945, poco prima di mezzanotte, un nuovo documento di resa fu firmato personalmente dal feldmaresciallo Wilhelm Keitel, capo di Stato maggiore dell'OKW, a Berlino, nel quartier generale di Žukov, alla presenza del maresciallo sovietico e dei rappresentanti alleati. Stalin aveva richiesto, per sottolineare il ruolo determinante dell'Armata Rossa nella vittoria sulla Germania, una nuova cerimonia solenne di resa direttamente nella capitale del nemico di fronte al comandante supremo delle forze sovietiche. La guerra in Europa era finita.
Nell'Unione Sovietica il giorno della fine della guerra viene considerato il 9 maggio, quando la resa avvenne secondo il fuso orario di Mosca. Tale data viene celebrata come festa nazionale, Giorno della Vittoria, o День Победы (Den' Pobedy) nella Federazione Russa e nelle altre repubbliche ex-sovietiche. Alcune armate tedesche rifiutarono di arrendersi e continuarono a combattere in Cecoslovacchia tenendo la capitale Praga fino all'11 maggio 1945.

## Bilancio e conseguenze

### Perdite umane e materiali
(Affermazione del maresciallo Žukov, in riferimento alla direzione della guerra da parte di Stalin e degli alti comandi sovietici)

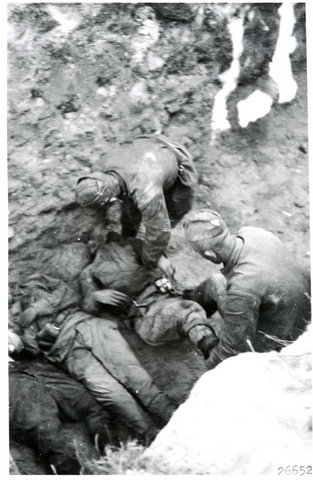
I sovietici sotterrano i propri caduti, luglio 1944.

La guerra con la Germania nazista costò all'Unione Sovietica un numero di vittime impossibile da calcolare con certezza. Le cifre più attendibili indicano tra i 26 e i 27 milioni di vittime civili e tra gli 11 444 100 e i 15 500 000 le perdite tra i militari, a fronte di circa 34 476 000 mobilitati tra militari, marinai, aviatori, personale dell'NKVD e guardie confinarie. Dei 197 milioni di abitanti dell'URSS nel 1941, tra i 40 e i 41 milioni erano ucraini, i quali patirono il più alto numero di perdite complessive, stimabili tra le 11 e le 13,6 milioni, ossia circa 1/4 della popolazione totale.
L'impatto demografico della guerra sulla popolazione russa fu imponente: con il tasso di crescita del primo periodo sovietico alla fine del 1950 la popolazione russa avrebbe dovuto raggiungere, come minimo, i 201 500 000, oppure, applicando un tasso di incremento composito del 2,3%, un massimo di 247 milioni. Nel 1959, quando si tenne il primo censimento attendibile, gli abitanti erano saliti a 208 827 000, il che portò i demografi sovietici a stimare una «perdita globale» di 48 milioni di persone, per effetto non solo delle morti avvenute durante la guerra, ma anche dell'impatto complessivo sulla popolazione determinato dalle coppie mancate e dai bambini mai nati.
Estremamente imponente fu anche l'impatto della guerra sull'economia sovietica. Nonostante i grandi risultati raggiunti con il trasferimento della capacità produttiva verso est e la costruzione di una nuova base industriale oltre gli Urali e in Siberia, le perdite in termini di risorse e capacità economica della parte più produttiva dell'URSS, ossia la Russia occidentale e l'Ucraina, furono catastrofiche. L'industria pesante del Donbass, di Leningrado, Kiev, Char'kov e una serie di altre aree caddero sotto controllo tedesco, insieme alle risorse minerarie strategiche e la maggior parte delle regioni agricole, ossia i 2/5 della produzione cerealicola, 4/5 di quella di barbabietola da zucchero, nonché 1/4 del patrimonio zootecnico, dei trattori e delle mietitrebbiatrici dell'intera Unione Sovietica. Queste zone vennero prima devastate dai sovietici in ritirata e in seguito dai tedeschi quando a ritirarsi furono loro, alla fine del conflitto le cifre parlano di circa 1710 città, 70 000 villaggi, 32 000 impianti industriali e 65 000 chilometri di binari ferroviari distrutti. La capacità produttiva dell'industria di base nel 1945 era per 2/3 completamente fuori uso.
In questo contesto fu importante il contributo alleato allo sforzo bellico sovietico con la Legge degli affitti e prestiti, la cui importanza non va sottovalutata. Gli aiuti non arrivarono in quantità sufficienti per fare la differenza tra la vittoria o la sconfitta del 1941-1942. La sconfitta della Wehrmacht alle porte di Mosca e la seguente controffensiva sovietica sono da attribuire in toto allo sforzo sovietico, ma Stati Uniti e Gran Bretagna fornirono armamenti, equipaggiamenti e materie prime strategiche per dare respiro allo sforzo bellico sovietico e fornire l'Armata Rossa gli autocarri, le locomotive e carri ferroviari senza i quali le offensive sovietiche non avrebbero avuto lo stesso slancio e avrebbero raggiunto prima lo stallo. Con solo le loro risorse, Stalin e i suoi comandanti avrebbero probabilmente impiegato da 12 ai 18 mesi in più per avere ragione delle forze armate tedesche.
Per quasi tutta la durata della guerra la maggior parte dello sforzo bellico tedesco fu rivolto al fronte orientale. Fino al maggio 1943, quando le forze italo-tedesche furono circondate e catturate in Tunisia, la Wehrmacht aveva in Nordafrica circa 4 divisioni, mentre in Unione Sovietica erano schierati circa 2,7 milioni di soldati tedeschi con 400 000 finlandesi e 200 000 rumeni e ungheresi. Al 1º ottobre 1943, con lo stallo in Italia e gli alleati ancora in procinto di preparare l'apertura del secondo fronte, 2 565 000 di uomini, il 63% della forza totale della Wehrmacht, combattevano ad est, assieme al grosso delle 300 000 truppe delle Waffen-SS. Al 1º maggio 1944 circa 2 460 000 di soldati tedeschi con 300 000 finlandesi e 550 000 rumeni e ungheresi erano schierati ad est contro 6 425 000 di sovietici, in un rapporto di 1:1,91 a favore di questi ultimi, ma solo ad agosto 1944 con l'apertura del secondo fronte i tedeschi smisero di considerare l'ovest una semiriserva e iniziarono ad impiegare in Francia un numero superiore di uomini. Così mentre 2,1 milioni combattevano in URSS, poco meno di 1 milione erano schierati sul fronte occidentale. I numeri delle perdite sottolineano questa realtà; dopo aver perduto 120 000 uomini a seguito dell'offensiva delle Ardenne dal 16 dicembre 1944 al 28 gennaio 1945, i tedeschi subirono oltre 2 000 000 di perdite per mano sovietica dal 1º gennaio al 30 aprile 1945. In totale le perdite dell'esercito tedesco ammontarono a 13 488 000 uomini (il 75% dei mobilitati e il 46% della popolazione maschile al 1939), e di questi 10 758 000 caddero o furono fatti prigionieri sul fronte orientale.

### Il trattamento dei prigionieri sovietici
Dopo la crisi militare del 1941-1942, la disponibilità di manodopera divenne una preoccupazione primaria per l'economia di guerra tedesca. Nel vano tentativo di eguagliare l'Armata Rossa, sorretta da una popolazione doppia rispetto a quella tedesca, il Terzo Reich rispose alla catastrofica perdita di risorse umane subite dalla Wehrmacht prima con un'ulteriore mobilitazione delle forze tedesche e quindi con il reclutamento forzato e massiccio di manodopera straniera. Già nell'autunno del 1941 la Wehrmacht aveva raschiato il fondo del barile: tutti i maschi attorno ai vent'anni erano già stati praticamente tutti coscritti e nella prima metà del 1942 si optò per attingere ai tedeschi di mezza età esentati in precedenza dall'arruolamento, tra cui un gran numero di operai impiegati nelle fabbriche di armamenti. In quel periodo almeno duecentomila operai vennero inquadrati nella Wehrmacht, in un momento in cui le stesse forze armate richiedevano un disperato bisogno di incrementare la produzione bellica. La mobilitazione femminile peraltro si rivelò insufficiente e il 21 marzo 1942 Hitler affidò al Gauleiter Fritz Sauckel il nuovo incarico di plenipotenziario generale per la mobilitazione del lavoro (Generalbevollmächtigter für den Arbeitseinsatz, GBA), mentre Albert Speer sostituì Fritz Todt in qualità di ministro degli armamenti.
Sauckel mise quindi in moto uno dei più grandi programmi di coscrizione forzata che si siano mai visti al mondo, mobilitando milioni di operai provenienti da tutta Europa, soprattutto dalla Polonia e dai territori occupati dell'Unione Sovietica. Tra il gennaio 1942 e la fine di giugno del 1943, il GBA procurò alla Germania 2,8 milioni di nuovi lavoratori stranieri, numero che crebbe incessantemente fino a raggiungere nell'autunno del 1944 il numero massimo di 7,907 milioni, quasi il 20% del totale della forza lavoro in tutto il Reich. Paradossalmente pochi mesi prima che Sauckel iniziasse il suo programma di reclutamento forzato, la Germania aveva varato diversi programmi di sterminio di un'entità e di una ferocia senza precedenti. Da una parte il Gauleiter Sauckel fece enormi sforzi per mobilitare milioni di lavoratori, e nello stesso tempo le SS e la Wehrmacht uccidevano deliberatamente milioni di persone che si sarebbero potute impiegare anch'esse nell'economia di guerra. Questa contraddizione si manifestò visibilmente in relazione ai milioni di prigionieri sovietici catturati nei primi mesi dell'operazione Barbarossa, quando la Wehrmacht affamava e lasciava morire deliberatamente milioni di soldati sovietici che potenzialmente potevano essere impiegati nelle fabbriche di armamenti tedesche. Eppure, già dal novembre 1941, di fronte all'impasse determinatasi sul fronte orientale, Hitler aveva deciso di impiegare i prigionieri di guerra sovietici non solo nelle retrovie, ma anche come operai in Germania. Il trasferimento di centinaia di migliaia di prigionieri però non fermò i maltrattamenti a loro riservati, cosicché spesso morivano nei campi di concentramento prima di poter essere trasferiti in Germania. Ancor prima della nomina di Sauckel, l'ufficio economico-militare dell'OKW e gli industriali del Reich avevano evidenziato come fosse del tutto inutile importare centinaia di migliaia di uomini per poi farli morire di fame, dato che risultava impossibile organizzare il vitto e l'alloggio a un numero così alto di uomini, e specie nei grandi centri industriali, tale situazione divenne insostenibile. Nell'autunno 1942 si giunse perfino al paradosso di dover reimpatriare decine di migliaia di Ostarbeiter già in condizione di salute critiche e in condizioni da incubo:«Sul treno di ritorno c'erano passeggeri morti. [...] I morenti giacevano sul pavimento dei vagoni merci senza nemmeno un'imbottitura di paglia, e uno dei cadaveri fu [...] gettato sulla banchina».
La morte per inedia e abusi fra i prigionieri di guerra sovietici era dovuta tanto alla deliberata mancanza di ogni organizzazione per il loro trattamento, trasporto e approvvigionamento, quanto al risultato di una deliberata politica «eliminazionista» ordinata dall'OKW e dall'OKH e attuata in modo zelante dall'esercito tedesco. I casi di comportamento brutale delle truppe tedesche contro i prigionieri e i civili sovietici raggiunse un livello tale che molti ufficiali superiori temettero a una generale caduta della disciplina che erodesse la loro autorità, dimostrando così come la politica ufficiale sul trattamento da riservare agli Untermenschen avesse provocato ad oriente un imbarbarimento morale tra le truppe tedesche, le quali si macchiarono di crimini atroci in ottemperanza agli "ordini criminali" impartiti dall'OKW alla vigilia dell'operazione Barbarossa.